# Llista d'asteroides (389001-390000)
Llista d'asteroides del 389.001 al 390.000, amb data de descoberta i descobridor. És un fragment de la llista d'asteroides completa. Als asteroides se'ls dona un número quan es confirma la seva òrbita, per tant apareixen llistats aproximadament segons la data de descobriment.

## 389001-389100
| Nom    | Designació provisional | Data de descobriment   | Lloc de descobriment | Descobridor/s     |
| ------ | ---------------------- | ---------------------- | -------------------- | ----------------- |
| 389001 | 2008 UT144             | 23 d'octubre de 2008   | Kitt Peak            | Spacewatch        |
| 389002 | 2008 UH148             | 23 d'octubre de 2008   | Kitt Peak            | Spacewatch        |
| 389003 | 2008 UJ148             | 20 de març de 2007     | Kitt Peak            | Spacewatch        |
| 389004 | 2008 UT161             | 24 d'octubre de 2008   | Kitt Peak            | Spacewatch        |
| 389005 | 2008 UP168             | 24 d'octubre de 2008   | Kitt Peak            | Spacewatch        |
| 389006 | 2008 UZ168             | 24 d'octubre de 2008   | Kitt Peak            | Spacewatch        |
| 389007 | 2008 UM175             | 24 d'octubre de 2008   | Mount Lemmon         | Mt. Lemmon Survey |
| 389008 | 2008 UL176             | 24 d'octubre de 2008   | Mount Lemmon         | Mt. Lemmon Survey |
| 389009 | 2008 UQ177             | 9 d'octubre de 2008    | Kitt Peak            | Spacewatch        |
| 389010 | 2008 UG180             | 24 d'octubre de 2008   | Kitt Peak            | Spacewatch        |
| 389011 | 2008 UZ187             | 24 d'octubre de 2008   | Kitt Peak            | Spacewatch        |
| 389012 | 2008 UH191             | 25 d'octubre de 2008   | Mount Lemmon         | Mt. Lemmon Survey |
| 389013 | 2008 UF204             | 22 d'octubre de 2008   | Kitt Peak            | Spacewatch        |
| 389014 | 2008 UL206             | 25 de setembre de 2008 | Kitt Peak            | Spacewatch        |
| 389015 | 2008 UN207             | 23 d'octubre de 2008   | Kitt Peak            | Spacewatch        |
| 389016 | 2008 UW215             | 24 d'octubre de 2008   | Kitt Peak            | Spacewatch        |
| 389017 | 2008 UG224             | 25 d'octubre de 2008   | Kitt Peak            | Spacewatch        |
| 389018 | 2008 UR225             | 25 d'octubre de 2008   | Mount Lemmon         | Mt. Lemmon Survey |
| 389019 | 2008 UX225             | 25 d'octubre de 2008   | Catalina             | CSS               |
| 389020 | 2008 UR227             | 21 d'octubre de 2008   | Kitt Peak            | Spacewatch        |
| 389021 | 2008 UC238             | 28 de setembre de 2008 | Mount Lemmon         | Mt. Lemmon Survey |
| 389022 | 2008 UC239             | 26 d'octubre de 2008   | Mount Lemmon         | Mt. Lemmon Survey |
| 389023 | 2008 UH255             | 27 d'octubre de 2008   | Kitt Peak            | Spacewatch        |
| 389024 | 2008 UK274             | 28 d'octubre de 2008   | Kitt Peak            | Spacewatch        |
| 389025 | 2008 UM282             | 28 d'octubre de 2008   | Kitt Peak            | Spacewatch        |
| 389026 | 2008 UP316             | 30 d'octubre de 2008   | Kitt Peak            | Spacewatch        |
| 389027 | 2008 UF318             | 31 d'octubre de 2008   | Mount Lemmon         | Mt. Lemmon Survey |
| 389028 | 2008 UE319             | 24 de setembre de 2008 | Kitt Peak            | Spacewatch        |
| 389029 | 2008 UF322             | 8 d'octubre de 2008    | Mount Lemmon         | Mt. Lemmon Survey |
| 389030 | 2008 UH322             | 31 d'octubre de 2008   | Mount Lemmon         | Mt. Lemmon Survey |
| 389031 | 2008 UT323             | 31 d'octubre de 2008   | Catalina             | CSS               |
| 389032 | 2008 UH325             | 31 d'octubre de 2008   | Kitt Peak            | Spacewatch        |
| 389033 | 2008 UN344             | 30 d'octubre de 2008   | Kitt Peak            | Spacewatch        |
| 389034 | 2008 UZ348             | 26 d'octubre de 2008   | Kitt Peak            | Spacewatch        |
| 389035 | 2008 UN354             | 27 d'octubre de 2008   | Mount Lemmon         | Mt. Lemmon Survey |
| 389036 | 2008 UH355             | 21 d'octubre de 2008   | Mount Lemmon         | Mt. Lemmon Survey |
| 389037 | 2008 UM355             | 24 d'octubre de 2008   | Catalina             | CSS               |
| 389038 | 2008 US355             | 26 d'octubre de 2008   | Mount Lemmon         | Mt. Lemmon Survey |
| 389039 | 2008 UU359             | 28 d'octubre de 2008   | Kitt Peak            | Spacewatch        |
| 389040 | 2008 UD360             | 29 d'octubre de 2008   | Kitt Peak            | Spacewatch        |
| 389041 | 2008 UE364             | 26 d'octubre de 2008   | Catalina             | CSS               |
| 389042 | 2008 UD368             | 6 de gener de 2005     | Catalina             | CSS               |
| 389043 | 2008 UA370             | 26 d'octubre de 2008   | Mount Lemmon         | Mt. Lemmon Survey |
| 389044 | 2008 UA371             | 25 d'octubre de 2008   | Mount Lemmon         | Mt. Lemmon Survey |
| 389045 | 2008 VO2               | 2 de novembre de 2008  | Socorro              | LINEAR            |
| 389046 | 2008 VW6               | 1 de novembre de 2008  | Mount Lemmon         | Mt. Lemmon Survey |
| 389047 | 2008 VY35              | 2 de novembre de 2008  | Kitt Peak            | Spacewatch        |
| 389048 | 2008 VY38              | 2 de novembre de 2008  | Catalina             | CSS               |
| 389049 | 2008 VG42              | 3 de novembre de 2008  | Mount Lemmon         | Mt. Lemmon Survey |
| 389050 | 2008 VL46              | 20 d'octubre de 2008   | Kitt Peak            | Spacewatch        |
| 389051 | 2008 VE47              | 3 de novembre de 2008  | Kitt Peak            | Spacewatch        |
| 389052 | 2008 VH51              | 4 de novembre de 2008  | Kitt Peak            | Spacewatch        |
| 389053 | 2008 VK51              | 4 de novembre de 2008  | Kitt Peak            | Spacewatch        |
| 389054 | 2008 VP52              | 29 de setembre de 2008 | Mount Lemmon         | Mt. Lemmon Survey |
| 389055 | 2008 VS53              | 22 de setembre de 2008 | Mount Lemmon         | Mt. Lemmon Survey |
| 389056 | 2008 VY63              | 8 de novembre de 2008  | Kitt Peak            | Spacewatch        |
| 389057 | 2008 VH64              | 3 de novembre de 2008  | Kitt Peak            | Spacewatch        |
| 389058 | 2008 VV66              | 6 de novembre de 2008  | Kitt Peak            | Spacewatch        |
| 389059 | 2008 VD72              | 6 de novembre de 2008  | Kitt Peak            | Spacewatch        |
| 389060 | 2008 VE79              | 1 de novembre de 2008  | Socorro              | LINEAR            |
| 389061 | 2008 WJ                | 18 de novembre de 2008 | Sandlot              | G. Hug            |
| 389062 | 2008 WJ2               | 19 de novembre de 2008 | Skylive              | F. Tozzi          |
| 389063 | 2008 WY8               | 26 de setembre de 2008 | Kitt Peak            | Spacewatch        |
| 389064 | 2008 WJ30              | 19 de novembre de 2008 | Mount Lemmon         | Mt. Lemmon Survey |
| 389065 | 2008 WT49              | 18 de novembre de 2008 | Catalina             | CSS               |
| 389066 | 2008 WE50              | 18 de novembre de 2008 | Catalina             | CSS               |
| 389067 | 2008 WG55              | 20 de novembre de 2008 | Kitt Peak            | Spacewatch        |
| 389068 | 2008 WE60              | 7 de novembre de 2008  | Mount Lemmon         | Mt. Lemmon Survey |
| 389069 | 2008 WG63              | 20 de novembre de 2008 | Socorro              | LINEAR            |
| 389070 | 2008 WE70              | 18 de novembre de 2008 | Kitt Peak            | Spacewatch        |
| 389071 | 2008 WC72              | 19 de novembre de 2008 | Kitt Peak            | Spacewatch        |
| 389072 | 2008 WN79              | 20 de novembre de 2008 | Kitt Peak            | Spacewatch        |
| 389073 | 2008 WG87              | 1 de novembre de 2008  | Mount Lemmon         | Mt. Lemmon Survey |
| 389074 | 2008 WF102             | 10 d'octubre de 2008   | Catalina             | CSS               |
| 389075 | 2008 WV111             | 21 de novembre de 2008 | Kitt Peak            | Spacewatch        |
| 389076 | 2008 WV113             | 30 de novembre de 2008 | Kitt Peak            | Spacewatch        |
| 389077 | 2008 WW115             | 30 de novembre de 2008 | Kitt Peak            | Spacewatch        |
| 389078 | 2008 WX118             | 30 de novembre de 2008 | Mount Lemmon         | Mt. Lemmon Survey |
| 389079 | 2008 WL122             | 25 d'octubre de 2008   | Catalina             | CSS               |
| 389080 | 2008 WZ124             | 19 de novembre de 2008 | Kitt Peak            | Spacewatch        |
| 389081 | 2008 WR130             | 30 de novembre de 2008 | Kitt Peak            | Spacewatch        |
| 389082 | 2008 WC133             | 28 de novembre de 2008 | La Sagra             | OAM               |
| 389083 | 2008 WY133             | 9 de desembre de 2004  | Kitt Peak            | Spacewatch        |
| 389084 | 2008 WB137             | 18 de desembre de 2004 | Mount Lemmon         | Mt. Lemmon Survey |
| 389085 | 2008 WC138             | 30 de novembre de 2008 | Socorro              | LINEAR            |
| 389086 | 2008 XS1               | 2 de desembre de 2008  | Vail-Jarnac          | Jarnac            |
| 389087 | 2008 XY4               | 4 de desembre de 2008  | Socorro              | LINEAR            |
| 389088 | 2008 XG8               | 28 d'octubre de 2008   | Catalina             | CSS               |
| 389089 | 2008 XH21              | 1 de desembre de 2008  | Kitt Peak            | Spacewatch        |
| 389090 | 2008 XX31              | 23 de març de 2006     | Catalina             | CSS               |
| 389091 | 2008 XS32              | 2 de desembre de 2008  | Kitt Peak            | Spacewatch        |
| 389092 | 2008 XM34              | 2 de desembre de 2008  | Kitt Peak            | Spacewatch        |
| 389093 | 2008 XB38              | 24 de novembre de 2008 | Kitt Peak            | Spacewatch        |
| 389094 | 2008 XB40              | 24 d'octubre de 2003   | Kitt Peak            | Spacewatch        |
| 389095 | 2008 XT40              | 2 de desembre de 2008  | Mount Lemmon         | Mt. Lemmon Survey |
| 389096 | 2008 XB41              | 2 de desembre de 2008  | Kitt Peak            | Spacewatch        |
| 389097 | 2008 XW46              | 6 de desembre de 2008  | Mount Lemmon         | Mt. Lemmon Survey |
| 389098 | 2008 XC48              | 4 de desembre de 2008  | Mount Lemmon         | Mt. Lemmon Survey |
| 389099 | 2008 XW52              | 3 de desembre de 2008  | Mount Lemmon         | Mt. Lemmon Survey |
| 389100 | 2008 YQ8               | 25 de desembre de 2008 | Mayhill              | A. Lowe           |

## 389101-389200
| Nom    | Designació provisional | Data de descobriment   | Lloc de descobriment | Descobridor/s     |
| ------ | ---------------------- | ---------------------- | -------------------- | ----------------- |
| 389101 | 2008 YA11              | 20 de desembre de 2008 | Mount Lemmon         | Mt. Lemmon Survey |
| 389102 | 2008 YL11              | 20 de desembre de 2008 | Lulin                | LUSS              |
| 389103 | 2008 YZ13              | 20 de desembre de 2008 | Mount Lemmon         | Mt. Lemmon Survey |
| 389104 | 2008 YB14              | 17 de novembre de 2004 | Campo Imperatore     | CINEOS            |
| 389105 | 2008 YC18              | 21 de desembre de 2008 | Mount Lemmon         | Mt. Lemmon Survey |
| 389106 | 2008 YE20              | 21 de novembre de 2008 | Mount Lemmon         | Mt. Lemmon Survey |
| 389107 | 2008 YP35              | 22 de desembre de 2008 | Kitt Peak            | Spacewatch        |
| 389108 | 2008 YN37              | 22 de desembre de 2008 | Kitt Peak            | Spacewatch        |
| 389109 | 2008 YJ40              | 29 de desembre de 2008 | Kitt Peak            | Spacewatch        |
| 389110 | 2008 YN57              | 5 de desembre de 2008  | Mount Lemmon         | Mt. Lemmon Survey |
| 389111 | 2008 YQ62              | 30 de desembre de 2008 | Mount Lemmon         | Mt. Lemmon Survey |
| 389112 | 2008 YG63              | 30 de desembre de 2008 | Mount Lemmon         | Mt. Lemmon Survey |
| 389113 | 2008 YT90              | 29 de desembre de 2008 | Kitt Peak            | Spacewatch        |
| 389114 | 2008 YC92              | 29 de desembre de 2008 | Kitt Peak            | Spacewatch        |
| 389115 | 2008 YP94              | 29 de desembre de 2008 | Kitt Peak            | Spacewatch        |
| 389116 | 2008 YD96              | 29 de desembre de 2008 | Kitt Peak            | Spacewatch        |
| 389117 | 2008 YE97              | 29 de desembre de 2008 | Mount Lemmon         | Mt. Lemmon Survey |
| 389118 | 2008 YW105             | 29 de desembre de 2008 | Kitt Peak            | Spacewatch        |
| 389119 | 2008 YY107             | 24 de novembre de 2008 | Mount Lemmon         | Mt. Lemmon Survey |
| 389120 | 2008 YD117             | 29 de desembre de 2008 | Kitt Peak            | Spacewatch        |
| 389121 | 2008 YD118             | 29 de desembre de 2008 | Mount Lemmon         | Mt. Lemmon Survey |
| 389122 | 2008 YV119             | 30 de desembre de 2008 | Kitt Peak            | Spacewatch        |
| 389123 | 2008 YM127             | 30 de desembre de 2008 | Kitt Peak            | Spacewatch        |
| 389124 | 2008 YV127             | 30 de desembre de 2008 | Kitt Peak            | Spacewatch        |
| 389125 | 2008 YN142             | 30 de desembre de 2008 | Kitt Peak            | Spacewatch        |
| 389126 | 2008 YK143             | 22 de desembre de 2008 | Mount Lemmon         | Mt. Lemmon Survey |
| 389127 | 2008 YB148             | 31 de desembre de 2008 | Mount Lemmon         | Mt. Lemmon Survey |
| 389128 | 2008 YV150             | 22 de desembre de 2008 | Kitt Peak            | Spacewatch        |
| 389129 | 2008 YB168             | 21 de desembre de 2008 | Catalina             | CSS               |
| 389130 | 2008 YW170             | 31 de desembre de 2008 | Kitt Peak            | Spacewatch        |
| 389131 | 2009 AW1               | 3 de gener de 2009     | Farra d'Isonzo       | Farra d'Isonzo    |
| 389132 | 2009 AT23              | 22 de desembre de 2008 | Kitt Peak            | Spacewatch        |
| 389133 | 2009 AP31              | 15 de gener de 2009    | Kitt Peak            | Spacewatch        |
| 389134 | 2009 AW32              | 13 de setembre de 2007 | Mount Lemmon         | Mt. Lemmon Survey |
| 389135 | 2009 AH33              | 15 de gener de 2009    | Kitt Peak            | Spacewatch        |
| 389136 | 2009 AW35              | 31 de desembre de 2008 | Mount Lemmon         | Mt. Lemmon Survey |
| 389137 | 2009 AW37              | 2 de gener de 2009     | Kitt Peak            | Spacewatch        |
| 389138 | 2009 AE39              | 10 de març de 2005     | Mount Lemmon         | Mt. Lemmon Survey |
| 389139 | 2009 AL43              | 15 de gener de 2009    | Kitt Peak            | Spacewatch        |
| 389140 | 2009 AE46              | 3 de gener de 2009     | Mount Lemmon         | Mt. Lemmon Survey |
| 389141 | 2009 AF47              | 1 de gener de 2009     | Kitt Peak            | Spacewatch        |
| 389142 | 2009 AG50              | 1 de gener de 2009     | Kitt Peak            | Spacewatch        |
| 389143 | 2009 AB51              | 10 d'octubre de 2007   | Catalina             | CSS               |
| 389144 | 2009 BY3               | 3 de gener de 2009     | Mount Lemmon         | Mt. Lemmon Survey |
| 389145 | 2009 BC6               | 17 de gener de 2009    | Socorro              | LINEAR            |
| 389146 | 2009 BO27              | 16 de gener de 2009    | Kitt Peak            | Spacewatch        |
| 389147 | 2009 BB30              | 16 de gener de 2009    | Kitt Peak            | Spacewatch        |
| 389148 | 2009 BC30              | 29 de desembre de 2008 | Kitt Peak            | Spacewatch        |
| 389149 | 2009 BA31              | 16 de gener de 2009    | Kitt Peak            | Spacewatch        |
| 389150 | 2009 BW32              | 16 de gener de 2009    | Kitt Peak            | Spacewatch        |
| 389151 | 2009 BY33              | 2 de gener de 2009     | Mount Lemmon         | Mt. Lemmon Survey |
| 389152 | 2009 BN37              | 30 de desembre de 2008 | Mount Lemmon         | Mt. Lemmon Survey |
| 389153 | 2009 BR37              | 16 de gener de 2009    | Kitt Peak            | Spacewatch        |
| 389154 | 2009 BL39              | 16 de gener de 2009    | Kitt Peak            | Spacewatch        |
| 389155 | 2009 BC40              | 16 de gener de 2009    | Kitt Peak            | Spacewatch        |
| 389156 | 2009 BA45              | 16 de gener de 2009    | Kitt Peak            | Spacewatch        |
| 389157 | 2009 BL47              | 16 de gener de 2009    | Kitt Peak            | Spacewatch        |
| 389158 | 2009 BX50              | 16 de gener de 2009    | Mount Lemmon         | Mt. Lemmon Survey |
| 389159 | 2009 BH52              | 16 de gener de 2009    | Mount Lemmon         | Mt. Lemmon Survey |
| 389160 | 2009 BU58              | 16 de gener de 2009    | Mount Lemmon         | Mt. Lemmon Survey |
| 389161 | 2009 BG59              | 14 de maig de 2005     | Kitt Peak            | Spacewatch        |
| 389162 | 2009 BS59              | 29 de desembre de 2008 | Kitt Peak            | Spacewatch        |
| 389163 | 2009 BH63              | 20 de gener de 2009    | Kitt Peak            | Spacewatch        |
| 389164 | 2009 BL63              | 20 de gener de 2009    | Mount Lemmon         | Mt. Lemmon Survey |
| 389165 | 2009 BT69              | 24 de novembre de 2008 | Mount Lemmon         | Mt. Lemmon Survey |
| 389166 | 2009 BU88              | 25 de gener de 2009    | Kitt Peak            | Spacewatch        |
| 389167 | 2009 BN90              | 25 de gener de 2009    | Kitt Peak            | Spacewatch        |
| 389168 | 2009 BT92              | 25 de gener de 2009    | Kitt Peak            | Spacewatch        |
| 389169 | 2009 BE93              | 25 de gener de 2009    | Kitt Peak            | Spacewatch        |
| 389170 | 2009 BR98              | 26 de gener de 2009    | Kitt Peak            | Spacewatch        |
| 389171 | 2009 BB102             | 29 de gener de 2009    | Mount Lemmon         | Mt. Lemmon Survey |
| 389172 | 2009 BS107             | 29 de gener de 2009    | Mount Lemmon         | Mt. Lemmon Survey |
| 389173 | 2009 BV117             | 31 de desembre de 2008 | Kitt Peak            | Spacewatch        |
| 389174 | 2009 BD121             | 31 de gener de 2009    | Kitt Peak            | Spacewatch        |
| 389175 | 2009 BK123             | 31 de gener de 2009    | Kitt Peak            | Spacewatch        |
| 389176 | 2009 BH124             | 31 de gener de 2009    | Kitt Peak            | Spacewatch        |
| 389177 | 2009 BE129             | 16 de gener de 2009    | Kitt Peak            | Spacewatch        |
| 389178 | 2009 BW129             | 31 de gener de 2009    | Kitt Peak            | Spacewatch        |
| 389179 | 2009 BL147             | 30 de gener de 2009    | Mount Lemmon         | Mt. Lemmon Survey |
| 389180 | 2009 BP147             | 30 de gener de 2009    | Mount Lemmon         | Mt. Lemmon Survey |
| 389181 | 2009 BU154             | 16 de gener de 2009    | Kitt Peak            | Spacewatch        |
| 389182 | 2009 BF159             | 31 de gener de 2009    | Kitt Peak            | Spacewatch        |
| 389183 | 2009 BS168             | 24 de gener de 2009    | Cerro Burek          | Cerro Burek       |
| 389184 | 2009 BS169             | 16 de gener de 2009    | Kitt Peak            | Spacewatch        |
| 389185 | 2009 BQ171             | 17 de gener de 2009    | Kitt Peak            | Spacewatch        |
| 389186 | 2009 BG173             | 20 de gener de 2009    | Kitt Peak            | Spacewatch        |
| 389187 | 2009 BH176             | 31 de gener de 2009    | Mount Lemmon         | Mt. Lemmon Survey |
| 389188 | 2009 BO178             | 25 de gener de 2009    | Catalina             | CSS               |
| 389189 | 2009 BR181             | 20 de gener de 2009    | Mount Lemmon         | Mt. Lemmon Survey |
| 389190 | 2009 BW181             | 30 de gener de 2009    | Mount Lemmon         | Mt. Lemmon Survey |
| 389191 | 2009 CS3               | 1 de gener de 2009     | Mount Lemmon         | Mt. Lemmon Survey |
| 389192 | 2009 CG15              | 3 de febrer de 2009    | Kitt Peak            | Spacewatch        |
| 389193 | 2009 CO21              | 18 de gener de 2009    | Mount Lemmon         | Mt. Lemmon Survey |
| 389194 | 2009 CS23              | 1 de febrer de 2009    | Mount Lemmon         | Mt. Lemmon Survey |
| 389195 | 2009 CH27              | 26 de maig de 2006     | Mount Lemmon         | Mt. Lemmon Survey |
| 389196 | 2009 CG29              | 1 de febrer de 2009    | Kitt Peak            | Spacewatch        |
| 389197 | 2009 CM49              | 14 de febrer de 2009   | Mount Lemmon         | Mt. Lemmon Survey |
| 389198 | 2009 CM51              | 3 de febrer de 2009    | Kitt Peak            | Spacewatch        |
| 389199 | 2009 CH54              | 14 de febrer de 2009   | Catalina             | CSS               |
| 389200 | 2009 CF58              | 3 de febrer de 2009    | Mount Lemmon         | Mt. Lemmon Survey |

## 389201-389300
| Nom    | Designació provisional | Data de descobriment   | Lloc de descobriment | Descobridor/s          |
| ------ | ---------------------- | ---------------------- | -------------------- | ---------------------- |
| 389201 | 2009 CQ59              | 4 de desembre de 2007  | Mount Lemmon         | Mt. Lemmon Survey      |
| 389202 | 2009 CN62              | 5 de febrer de 2009    | Mount Lemmon         | Mt. Lemmon Survey      |
| 389203 | 2009 CB63              | 4 de febrer de 2009    | Mount Lemmon         | Mt. Lemmon Survey      |
| 389204 | 2009 DZ1               | 16 de febrer de 2009   | Dauban               | F. Kugel               |
| 389205 | 2009 DV6               | 17 de febrer de 2009   | Kitt Peak            | Spacewatch             |
| 389206 | 2009 DA14              | 16 de febrer de 2009   | Kitt Peak            | Spacewatch             |
| 389207 | 2009 DD22              | 10 d'octubre de 2007   | Mount Lemmon         | Mt. Lemmon Survey      |
| 389208 | 2009 DO24              | 21 de febrer de 2009   | Kitt Peak            | Spacewatch             |
| 389209 | 2009 DR27              | 22 de febrer de 2009   | Calar Alto           | F. Hormuth             |
| 389210 | 2009 DN32              | 21 d'abril de 2004     | Kitt Peak            | Spacewatch             |
| 389211 | 2009 DU47              | 28 de febrer de 2009   | Socorro              | LINEAR                 |
| 389212 | 2009 DP48              | 19 de febrer de 2009   | Kitt Peak            | Spacewatch             |
| 389213 | 2009 DR50              | 19 de febrer de 2009   | Kitt Peak            | Spacewatch             |
| 389214 | 2009 DL51              | 21 de febrer de 2009   | Kitt Peak            | Spacewatch             |
| 389215 | 2009 DZ67              | 21 de febrer de 2009   | Mount Lemmon         | Mt. Lemmon Survey      |
| 389216 | 2009 DT81              | 24 de febrer de 2009   | Kitt Peak            | Spacewatch             |
| 389217 | 2009 DZ91              | 27 de febrer de 2009   | Kitt Peak            | Spacewatch             |
| 389218 | 2009 DE93              | 28 de febrer de 2009   | Mount Lemmon         | Mt. Lemmon Survey      |
| 389219 | 2009 DY98              | 11 de setembre de 2001 | Anderson Mesa        | LONEOS                 |
| 389220 | 2009 DX116             | 27 de febrer de 2009   | Kitt Peak            | Spacewatch             |
| 389221 | 2009 DY118             | 27 de febrer de 2009   | Kitt Peak            | Spacewatch             |
| 389222 | 2009 DH121             | 9 de novembre de 2007  | Kitt Peak            | Spacewatch             |
| 389223 | 2009 DL128             | 22 de febrer de 2009   | Mount Lemmon         | Mt. Lemmon Survey      |
| 389224 | 2009 DF129             | 26 de febrer de 2009   | Kitt Peak            | Spacewatch             |
| 389225 | 2009 DA138             | 19 de febrer de 2009   | Kitt Peak            | Spacewatch             |
| 389226 | 2009 DC139             | 27 de febrer de 2009   | Kitt Peak            | Spacewatch             |
| 389227 | 2009 DY139             | 9 d'octubre de 2007    | Mount Lemmon         | Mt. Lemmon Survey      |
| 389228 | 2009 DB141             | 19 de febrer de 2009   | Kitt Peak            | Spacewatch             |
| 389229 | 2009 EN9               | 1 de març de 2009      | Kitt Peak            | Spacewatch             |
| 389230 | 2009 EL10              | 1 de març de 2009      | Kitt Peak            | Spacewatch             |
| 389231 | 2009 EY12              | 3 de març de 2009      | Catalina             | CSS                    |
| 389232 | 2009 EL14              | 15 de març de 2009     | Kitt Peak            | Spacewatch             |
| 389233 | 2009 EJ17              | 15 de març de 2009     | Kitt Peak            | Spacewatch             |
| 389234 | 2009 ED21              | 15 de març de 2009     | La Sagra             | OAM                    |
| 389235 | 2009 EJ21              | 3 de març de 2009      | Mount Lemmon         | Mt. Lemmon Survey      |
| 389236 | 2009 EA22              | 15 de març de 2009     | Mount Lemmon         | Mt. Lemmon Survey      |
| 389237 | 2009 ED22              | 2 de març de 2009      | Mount Lemmon         | Mt. Lemmon Survey      |
| 389238 | 2009 EO24              | 2 de març de 2009      | Kitt Peak            | Spacewatch             |
| 389239 | 2009 FQ7               | 16 de març de 2009     | Kitt Peak            | Spacewatch             |
| 389240 | 2009 FF9               | 16 de març de 2009     | Mount Lemmon         | Mt. Lemmon Survey      |
| 389241 | 2009 FJ12              | 18 de març de 2009     | Mount Lemmon         | Mt. Lemmon Survey      |
| 389242 | 2009 FW12              | 19 de febrer de 2009   | Kitt Peak            | Spacewatch             |
| 389243 | 2009 FQ21              | 20 de febrer de 2009   | Kitt Peak            | Spacewatch             |
| 389244 | 2009 FW27              | 19 de desembre de 2007 | Mount Lemmon         | Mt. Lemmon Survey      |
| 389245 | 2009 FD31              | 24 de març de 2009     | Socorro              | LINEAR                 |
| 389246 | 2009 FR31              | 5 de setembre de 2002  | Campo Imperatore     | CINEOS                 |
| 389247 | 2009 FV33              | 19 de març de 2009     | Mount Lemmon         | Mt. Lemmon Survey      |
| 389248 | 2009 FV37              | 22 de desembre de 2008 | Kitt Peak            | Spacewatch             |
| 389249 | 2009 FA38              | 20 de febrer de 2009   | Kitt Peak            | Spacewatch             |
| 389250 | 2009 FO39              | 31 de gener de 2009    | Mount Lemmon         | Mt. Lemmon Survey      |
| 389251 | 2009 FP42              | 17 de març de 2009     | Kitt Peak            | Spacewatch             |
| 389252 | 2009 FL45              | 18 de març de 2009     | Catalina             | CSS                    |
| 389253 | 2009 FB46              | 28 de març de 2009     | Mount Lemmon         | Mt. Lemmon Survey      |
| 389254 | 2009 FG47              | 28 de març de 2009     | Kitt Peak            | Spacewatch             |
| 389255 | 2009 FK48              | 24 de març de 2009     | Mount Lemmon         | Mt. Lemmon Survey      |
| 389256 | 2009 FW49              | 27 de març de 2009     | Mount Lemmon         | Mt. Lemmon Survey      |
| 389257 | 2009 FY50              | 28 de març de 2009     | Kitt Peak            | Spacewatch             |
| 389258 | 2009 FR54              | 29 de març de 2009     | Mount Lemmon         | Mt. Lemmon Survey      |
| 389259 | 2009 FG55              | 31 de març de 2009     | Kitt Peak            | Spacewatch             |
| 389260 | 2009 FL61              | 16 de març de 2009     | Kitt Peak            | Spacewatch             |
| 389261 | 2009 FN62              | 23 de març de 2009     | Purple Mountain      | PMO NEO Survey Program |
| 389262 | 2009 FW62              | 15 de setembre de 2006 | Kitt Peak            | Spacewatch             |
| 389263 | 2009 FR64              | 16 de març de 2009     | Kitt Peak            | Spacewatch             |
| 389264 | 2009 FN66              | 21 de març de 2009     | Kitt Peak            | Spacewatch             |
| 389265 | 2009 FS71              | 31 de març de 2009     | Kitt Peak            | Spacewatch             |
| 389266 | 2009 FY71              | 16 de març de 2009     | Kitt Peak            | Spacewatch             |
| 389267 | 2009 FZ73              | 29 de març de 2009     | Kitt Peak            | Spacewatch             |
| 389268 | 2009 FE75              | 17 de març de 2009     | Kitt Peak            | Spacewatch             |
| 389269 | 2009 GE4               | 5 d'abril de 2009      | Kitt Peak            | Spacewatch             |
| 389270 | 2009 GW4               | 1 d'abril de 2009      | Catalina             | CSS                    |
| 389271 | 2009 HE3               | 16 d'abril de 2009     | Catalina             | CSS                    |
| 389272 | 2009 HP4               | 17 d'abril de 2009     | Kitt Peak            | Spacewatch             |
| 389273 | 2009 HX6               | 17 d'abril de 2009     | Kitt Peak            | Spacewatch             |
| 389274 | 2009 HD14              | 16 de març de 2009     | Kitt Peak            | Spacewatch             |
| 389275 | 2009 HJ18              | 18 d'abril de 2009     | Mount Lemmon         | Mt. Lemmon Survey      |
| 389276 | 2009 HC23              | 17 d'abril de 2009     | Kitt Peak            | Spacewatch             |
| 389277 | 2009 HH29              | 19 d'abril de 2009     | Kitt Peak            | Spacewatch             |
| 389278 | 2009 HD32              | 30 d'agost de 2005     | Kitt Peak            | Spacewatch             |
| 389279 | 2009 HY45              | 22 d'abril de 2009     | La Sagra             | OAM                    |
| 389280 | 2009 HQ46              | 20 d'abril de 2009     | Taunus               | E. Schwab, R. Kling    |
| 389281 | 2009 HQ48              | 19 d'abril de 2009     | Catalina             | CSS                    |
| 389282 | 2009 HK50              | 21 d'abril de 2009     | Kitt Peak            | Spacewatch             |
| 389283 | 2009 HY68              | 22 d'abril de 2009     | Mount Lemmon         | Mt. Lemmon Survey      |
| 389284 | 2009 HH72              | 26 d'abril de 2009     | Kitt Peak            | Spacewatch             |
| 389285 | 2009 HY76              | 28 d'abril de 2009     | Mount Lemmon         | Mt. Lemmon Survey      |
| 389286 | 2009 HE84              | 27 d'abril de 2009     | Catalina             | CSS                    |
| 389287 | 2009 HR96              | 26 d'abril de 2009     | Kitt Peak            | Spacewatch             |
| 389288 | 2009 HQ99              | 22 d'abril de 2009     | Mount Lemmon         | Mt. Lemmon Survey      |
| 389289 | 2009 JX2               | 13 de maig de 2009     | Mount Lemmon         | Mt. Lemmon Survey      |
| 389290 | 2009 JO5               | 2 de maig de 2009      | Siding Spring        | Siding Spring Survey   |
| 389291 | 2009 JC17              | 13 de maig de 2009     | Kitt Peak            | Spacewatch             |
| 389292 | 2009 JL17              | 2 de maig de 2009      | Catalina             | CSS                    |
| 389293 | 2009 KH2               | 19 de maig de 2009     | Tzec Maun            | E. Schwab              |
| 389294 | 2009 KO12              | 25 de maig de 2009     | Kitt Peak            | Spacewatch             |
| 389295 | 2009 KM16              | 26 de maig de 2009     | Kitt Peak            | Spacewatch             |
| 389296 | 2009 KL22              | 31 de maig de 2009     | La Sagra             | OAM                    |
| 389297 | 2009 KH30              | 30 de maig de 2009     | Catalina             | CSS                    |
| 389298 | 2009 LQ6               | 14 de juny de 2009     | Catalina             | CSS                    |
| 389299 | 2009 OX15              | 27 d'octubre de 2006   | Catalina             | CSS                    |
| 389300 | 2009 QE16              | 16 d'agost de 2009     | Kitt Peak            | Spacewatch             |

## 389301-389400
| Nom    | Designació provisional | Data de descobriment   | Lloc de descobriment | Descobridor/s     |
| ------ | ---------------------- | ---------------------- | -------------------- | ----------------- |
| 389301 | 2009 QH16              | 16 d'agost de 2009     | Kitt Peak            | Spacewatch        |
| 389302 | 2009 RV25              | 15 de setembre de 2009 | Kitt Peak            | Spacewatch        |
| 389303 | 2009 RZ30              | 14 de setembre de 2009 | Kitt Peak            | Spacewatch        |
| 389304 | 2009 RC44              | 4 d'abril de 2003      | Kitt Peak            | Spacewatch        |
| 389305 | 2009 RY49              | 15 de setembre de 2009 | Kitt Peak            | Spacewatch        |
| 389306 | 2009 RL53              | 15 de setembre de 2009 | Kitt Peak            | Spacewatch        |
| 389307 | 2009 RU63              | 15 de setembre de 2009 | Kitt Peak            | Spacewatch        |
| 389308 | 2009 SA10              | 16 de setembre de 2009 | Mount Lemmon         | Mt. Lemmon Survey |
| 389309 | 2009 SK25              | 9 de setembre de 2008  | Mount Lemmon         | Mt. Lemmon Survey |
| 389310 | 2009 SS32              | 16 de setembre de 2009 | Kitt Peak            | Spacewatch        |
| 389311 | 2009 SF36              | 16 de setembre de 2009 | Kitt Peak            | Spacewatch        |
| 389312 | 2009 SR70              | 17 de setembre de 2009 | Kitt Peak            | Spacewatch        |
| 389313 | 2009 SU76              | 17 de setembre de 2009 | Kitt Peak            | Spacewatch        |
| 389314 | 2009 SH114             | 18 de setembre de 2009 | Kitt Peak            | Spacewatch        |
| 389315 | 2009 SN115             | 18 de setembre de 2009 | Kitt Peak            | Spacewatch        |
| 389316 | 2009 SJ119             | 18 de setembre de 2009 | Kitt Peak            | Spacewatch        |
| 389317 | 2009 ST140             | 19 de juny de 2007     | Kitt Peak            | Spacewatch        |
| 389318 | 2009 SV169             | 19 de setembre de 2009 | Mount Lemmon         | Mt. Lemmon Survey |
| 389319 | 2009 SO188             | 21 de setembre de 2009 | Kitt Peak            | Spacewatch        |
| 389320 | 2009 SR197             | 18 de setembre de 2009 | Kitt Peak            | Spacewatch        |
| 389321 | 2009 SQ199             | 22 de setembre de 2009 | Kitt Peak            | Spacewatch        |
| 389322 | 2009 SQ203             | 22 de setembre de 2009 | Kitt Peak            | Spacewatch        |
| 389323 | 2009 SL218             | 24 de setembre de 2009 | Kitt Peak            | Spacewatch        |
| 389324 | 2009 SJ233             | 19 de setembre de 2009 | Kitt Peak            | Spacewatch        |
| 389325 | 2009 SW242             | 20 de setembre de 2009 | La Sagra             | OAM               |
| 389326 | 2009 SB244             | 6 de setembre de 2008  | Kitt Peak            | Spacewatch        |
| 389327 | 2009 SB248             | 30 de juliol de 2008   | Mount Lemmon         | Mt. Lemmon Survey |
| 389328 | 2009 SU253             | 17 de setembre de 2009 | Kitt Peak            | Spacewatch        |
| 389329 | 2009 SP267             | 23 de setembre de 2009 | Mount Lemmon         | Mt. Lemmon Survey |
| 389330 | 2009 SF272             | 16 de setembre de 2009 | Kitt Peak            | Spacewatch        |
| 389331 | 2009 SL281             | 25 de setembre de 2009 | Kitt Peak            | Spacewatch        |
| 389332 | 2009 SF283             | 25 de setembre de 2009 | Kitt Peak            | Spacewatch        |
| 389333 | 2009 SO290             | 17 de setembre de 2009 | Kitt Peak            | Spacewatch        |
| 389334 | 2009 SP295             | 27 de setembre de 2009 | Mount Lemmon         | Mt. Lemmon Survey |
| 389335 | 2009 SN298             | 29 de setembre de 2009 | Kitt Peak            | Spacewatch        |
| 389336 | 2009 SN306             | 17 de setembre de 2009 | Kitt Peak            | Spacewatch        |
| 389337 | 2009 SQ318             | 20 de setembre de 2009 | Kitt Peak            | Spacewatch        |
| 389338 | 2009 SS322             | 18 d'agost de 2009     | Kitt Peak            | Spacewatch        |
| 389339 | 2009 SA349             | 19 de setembre de 2009 | Mount Lemmon         | Mt. Lemmon Survey |
| 389340 | 2009 SQ351             | 16 de setembre de 2009 | Kitt Peak            | Spacewatch        |
| 389341 | 2009 SF355             | 25 de setembre de 2009 | Kitt Peak            | Spacewatch        |
| 389342 | 2009 TD29              | 5 de setembre de 2008  | Kitt Peak            | Spacewatch        |
| 389343 | 2009 TS31              | 14 d'abril de 2008     | Kitt Peak            | Spacewatch        |
| 389344 | 2009 TX40              | 14 d'octubre de 2009   | La Sagra             | OAM               |
| 389345 | 2009 UD5               | 29 de setembre de 2009 | Kitt Peak            | Spacewatch        |
| 389346 | 2009 UW7               | 16 d'octubre de 2009   | Mount Lemmon         | Mt. Lemmon Survey |
| 389347 | 2009 UK11              | 28 de setembre de 2009 | Mount Lemmon         | Mt. Lemmon Survey |
| 389348 | 2009 UA12              | 16 d'octubre de 2009   | Mount Lemmon         | Mt. Lemmon Survey |
| 389349 | 2009 UW16              | 18 d'octubre de 2009   | La Sagra             | OAM               |
| 389350 | 2009 UL30              | 20 de març de 2001     | Kitt Peak            | Spacewatch        |
| 389351 | 2009 UL53              | 21 de setembre de 2009 | Mount Lemmon         | Mt. Lemmon Survey |
| 389352 | 2009 UA58              | 23 d'octubre de 2009   | Mount Lemmon         | Mt. Lemmon Survey |
| 389353 | 2009 UC60              | 23 de setembre de 2009 | Mount Lemmon         | Mt. Lemmon Survey |
| 389354 | 2009 UW72              | 22 de setembre de 2009 | Mount Lemmon         | Mt. Lemmon Survey |
| 389355 | 2009 UE80              | 3 de setembre de 2008  | Kitt Peak            | Spacewatch        |
| 389356 | 2009 UZ93              | 22 d'octubre de 2009   | Catalina             | CSS               |
| 389357 | 2009 UZ101             | 24 d'octubre de 2009   | Catalina             | CSS               |
| 389358 | 2009 UQ130             | 25 d'octubre de 2009   | Kitt Peak            | Spacewatch        |
| 389359 | 2009 UJ153             | 18 d'octubre de 2009   | Mount Lemmon         | Mt. Lemmon Survey |
| 389360 | 2009 UD155             | 26 d'octubre de 2009   | Mount Lemmon         | Mt. Lemmon Survey |
| 389361 | 2009 VS1               | 10 de novembre de 2009 | Catalina             | CSS               |
| 389362 | 2009 VG5               | 8 de novembre de 2009  | Kitt Peak            | Spacewatch        |
| 389363 | 2009 VC8               | 8 de novembre de 2009  | Catalina             | CSS               |
| 389364 | 2009 VE28              | 8 de novembre de 2009  | Catalina             | CSS               |
| 389365 | 2009 VG28              | 8 de novembre de 2009  | Catalina             | CSS               |
| 389366 | 2009 VH28              | 8 de novembre de 2009  | Catalina             | CSS               |
| 389367 | 2009 VE44              | 12 de novembre de 2009 | La Sagra             | OAM               |
| 389368 | 2009 VZ44              | 11 de novembre de 2009 | Socorro              | LINEAR            |
| 389369 | 2009 VF52              | 10 de novembre de 2009 | Kitt Peak            | Spacewatch        |
| 389370 | 2009 VQ71              | 10 de novembre de 2009 | Kitt Peak            | Spacewatch        |
| 389371 | 2009 VH101             | 10 de novembre de 2009 | Kitt Peak            | Spacewatch        |
| 389372 | 2009 VS103             | 11 de novembre de 2009 | Mount Lemmon         | Mt. Lemmon Survey |
| 389373 | 2009 VU113             | 8 de novembre de 2009  | Kitt Peak            | Spacewatch        |
| 389374 | 2009 WE2               | 16 de novembre de 2009 | Mount Lemmon         | Mt. Lemmon Survey |
| 389375 | 2009 WD24              | 18 de novembre de 2009 | Socorro              | LINEAR            |
| 389376 | 2009 WX28              | 16 de novembre de 2009 | Kitt Peak            | Spacewatch        |
| 389377 | 2009 WZ39              | 17 de novembre de 2009 | Kitt Peak            | Spacewatch        |
| 389378 | 2009 WB45              | 18 de novembre de 2009 | Kitt Peak            | Spacewatch        |
| 389379 | 2009 WZ46              | 18 de novembre de 2009 | Mount Lemmon         | Mt. Lemmon Survey |
| 389380 | 2009 WP64              | 16 de novembre de 2009 | Mount Lemmon         | Mt. Lemmon Survey |
| 389381 | 2009 WB87              | 28 de novembre de 2005 | Kitt Peak            | Spacewatch        |
| 389382 | 2009 WW88              | 19 de novembre de 2009 | Kitt Peak            | Spacewatch        |
| 389383 | 2009 WO130             | 20 de novembre de 2009 | Mount Lemmon         | Mt. Lemmon Survey |
| 389384 | 2009 WZ145             | 19 de novembre de 2009 | Kitt Peak            | Spacewatch        |
| 389385 | 2009 WY157             | 20 de novembre de 2009 | Mount Lemmon         | Mt. Lemmon Survey |
| 389386 | 2009 WB164             | 21 de novembre de 2009 | Kitt Peak            | Spacewatch        |
| 389387 | 2009 WQ177             | 22 de setembre de 2009 | Mount Lemmon         | Mt. Lemmon Survey |
| 389388 | 2009 WH183             | 23 de novembre de 2009 | Kitt Peak            | Spacewatch        |
| 389389 | 2009 WG220             | 16 de novembre de 2009 | Mount Lemmon         | Mt. Lemmon Survey |
| 389390 | 2009 WX253             | 17 de novembre de 2009 | Kitt Peak            | Spacewatch        |
| 389391 | 2009 WM255             | 19 de novembre de 2009 | Mount Lemmon         | Mt. Lemmon Survey |
| 389392 | 2009 WY255             | 20 de novembre de 2009 | Mount Lemmon         | Mt. Lemmon Survey |
| 389393 | 2009 WQ261             | 16 de novembre de 2009 | Socorro              | LINEAR            |
| 389394 | 2009 XS1               | 27 de febrer de 2007   | Kitt Peak            | Spacewatch        |
| 389395 | 2009 XA3               | 8 de desembre de 2009  | La Sagra             | OAM               |
| 389396 | 2009 XZ7               | 15 de desembre de 2009 | Mayhill              | Mayhill           |
| 389397 | 2009 XN8               | 11 de desembre de 2009 | Dauban               | F. Kugel          |
| 389398 | 2009 XX15              | 15 de desembre de 2009 | Mount Lemmon         | Mt. Lemmon Survey |
| 389399 | 2009 XQ17              | 15 de desembre de 2009 | Mount Lemmon         | Mt. Lemmon Survey |
| 389400 | 2009 XP18              | 15 de desembre de 2009 | Mount Lemmon         | Mt. Lemmon Survey |

## 389401-389500
| Nom    | Designació provisional | Data de descobriment   | Lloc de descobriment | Descobridor/s             |
| ------ | ---------------------- | ---------------------- | -------------------- | ------------------------- |
| 389401 | 2009 XQ22              | 15 de desembre de 2009 | Mount Lemmon         | Mt. Lemmon Survey         |
| 389402 | 2009 XB24              | 21 de desembre de 2006 | Kitt Peak            | Spacewatch                |
| 389403 | 2009 YE25              | 25 de desembre de 2009 | Kitt Peak            | Spacewatch                |
| 389404 | 2010 AM5               | 4 de gener de 2010     | Kitt Peak            | Spacewatch                |
| 389405 | 2010 AM12              | 6 de gener de 2010     | Catalina             | CSS                       |
| 389406 | 2010 AY12              | 19 de desembre de 2009 | Mount Lemmon         | Mt. Lemmon Survey         |
| 389407 | 2010 AT18              | 7 de gener de 2010     | Mount Lemmon         | Mt. Lemmon Survey         |
| 389408 | 2010 AT21              | 6 de gener de 2010     | Kitt Peak            | Spacewatch                |
| 389409 | 2010 AL24              | 21 de novembre de 2009 | Mount Lemmon         | Mt. Lemmon Survey         |
| 389410 | 2010 AC35              | 7 de gener de 2010     | Kitt Peak            | Spacewatch                |
| 389411 | 2010 AU39              | 30 de juliol de 2008   | Mount Lemmon         | Mt. Lemmon Survey         |
| 389412 | 2010 AH55              | 8 de gener de 2010     | Kitt Peak            | Spacewatch                |
| 389413 | 2010 AM56              | 8 de desembre de 2005  | Kitt Peak            | Spacewatch                |
| 389414 | 2010 AP66              | 25 de febrer de 2006   | Kitt Peak            | Spacewatch                |
| 389415 | 2010 AA136             | 15 de gener de 2010    | WISE                 | WISE                      |
| 389416 | 2010 BY                | 17 de gener de 2010    | Bisei SG Center      | BATTeRS                   |
| 389417 | 2010 BO34              | 18 de gener de 2010    | WISE                 | WISE                      |
| 389418 | 2010 BR61              | 17 de juny de 2005     | Mount Lemmon         | Mt. Lemmon Survey         |
| 389419 | 2010 BD68              | 22 de gener de 2010    | WISE                 | WISE                      |
| 389420 | 2010 BU88              | 5 de març de 1997      | Kitt Peak            | Spacewatch                |
| 389421 | 2010 BP127             | 1 de juny de 1997      | Kitt Peak            | Spacewatch                |
| 389422 | 2010 CR3               | 5 d'octubre de 2004    | Kitt Peak            | Spacewatch                |
| 389423 | 2010 CJ7               | 6 de febrer de 2010    | WISE                 | WISE                      |
| 389424 | 2010 CZ8               | 8 de febrer de 2010    | WISE                 | WISE                      |
| 389425 | 2010 CZ11              | 6 de febrer de 2010    | Mayhill              | A. Lowe                   |
| 389426 | 2010 CK17              | 11 de febrer de 2010   | WISE                 | WISE                      |
| 389427 | 2010 CQ20              | 9 de febrer de 2010    | Kitt Peak            | Spacewatch                |
| 389428 | 2010 CF23              | 9 de juny de 2007      | Kitt Peak            | Spacewatch                |
| 389429 | 2010 CK29              | 9 de febrer de 2010    | Kitt Peak            | Spacewatch                |
| 389430 | 2010 CW30              | 6 de gener de 2010     | Kitt Peak            | Spacewatch                |
| 389431 | 2010 CO36              | 27 d'octubre de 2005   | Kitt Peak            | Spacewatch                |
| 389432 | 2010 CB42              | 6 de febrer de 2010    | Mount Lemmon         | Mt. Lemmon Survey         |
| 389433 | 2010 CG54              | 14 de febrer de 2010   | WISE                 | WISE                      |
| 389434 | 2010 CX63              | 12 de gener de 2010    | Mount Lemmon         | Mt. Lemmon Survey         |
| 389435 | 2010 CH73              | 11 de gener de 2010    | Kitt Peak            | Spacewatch                |
| 389436 | 2010 CW75              | 15 de gener de 2010    | Mount Lemmon         | Mt. Lemmon Survey         |
| 389437 | 2010 CH81              | 13 de febrer de 2010   | Mount Lemmon         | Mt. Lemmon Survey         |
| 389438 | 2010 CF94              | 6 de febrer de 2006    | Mount Lemmon         | Mt. Lemmon Survey         |
| 389439 | 2010 CQ94              | 14 de febrer de 2010   | Kitt Peak            | Spacewatch                |
| 389440 | 2010 CM101             | 27 de gener de 2006    | Mount Lemmon         | Mt. Lemmon Survey         |
| 389441 | 2010 CK102             | 14 de febrer de 2010   | Mount Lemmon         | Mt. Lemmon Survey         |
| 389442 | 2010 CF138             | 9 de febrer de 2010    | Kitt Peak            | Spacewatch                |
| 389443 | 2010 CV144             | 7 de juny de 2003      | Kitt Peak            | Spacewatch                |
| 389444 | 2010 CP152             | 14 de febrer de 2010   | Kitt Peak            | Spacewatch                |
| 389445 | 2010 CR177             | 10 de febrer de 2010   | Kitt Peak            | Spacewatch                |
| 389446 | 2010 CL178             | 25 d'abril de 2006     | Kitt Peak            | Spacewatch                |
| 389447 | 2010 CL181             | 14 de febrer de 2010   | Haleakala            | Pan-STARRS 1              |
| 389448 | 2010 CJ182             | 14 de febrer de 2010   | Haleakala            | Pan-STARRS 1              |
| 389449 | 2010 CG183             | 13 de febrer de 2010   | Kitt Peak            | Spacewatch                |
| 389450 | 2010 CP185             | 23 de setembre de 2008 | Mount Lemmon         | Mt. Lemmon Survey         |
| 389451 | 2010 CU196             | 31 de gener de 2009    | Mount Lemmon         | Mt. Lemmon Survey         |
| 389452 | 2010 CA228             | 9 de febrer de 2010    | WISE                 | WISE                      |
| 389453 | 2010 DW4               | 16 de febrer de 2010   | Mount Lemmon         | Mt. Lemmon Survey         |
| 389454 | 2010 DX8               | 16 de febrer de 2010   | Kitt Peak            | Spacewatch                |
| 389455 | 2010 DQ18              | 16 de febrer de 2010   | WISE                 | WISE                      |
| 389456 | 2010 DT21              | 19 de novembre de 2009 | Mount Lemmon         | Mt. Lemmon Survey         |
| 389457 | 2010 DX39              | 16 de febrer de 2010   | Catalina             | CSS                       |
| 389458 | 2010 DZ41              | 17 d'octubre de 2008   | Kitt Peak            | Spacewatch                |
| 389459 | 2010 DL45              | 17 de febrer de 2010   | Kitt Peak            | Spacewatch                |
| 389460 | 2010 DL46              | 7 de gener de 2006     | Kitt Peak            | Spacewatch                |
| 389461 | 2010 DY63              | 26 de febrer de 2010   | WISE                 | WISE                      |
| 389462 | 2010 DM76              | 28 d'abril de 2003     | Kitt Peak            | Spacewatch                |
| 389463 | 2010 DZ76              | 22 d'octubre de 2003   | Kitt Peak            | Spacewatch                |
| 389464 | 2010 EY31              | 4 de març de 2010      | Kitt Peak            | Spacewatch                |
| 389465 | 2010 EY39              | 11 de març de 2010     | La Sagra             | OAM                       |
| 389466 | 2010 ED41              | 4 de març de 2010      | Kitt Peak            | Spacewatch                |
| 389467 | 2010 EU42              | 9 de març de 2010      | La Sagra             | OAM                       |
| 389468 | 2010 ER44              | 12 de març de 2010     | Calvin-Rehoboth      | Calvin College            |
| 389469 | 2010 EG45              | 15 de febrer de 2010   | Catalina             | CSS                       |
| 389470 | 2010 ER45              | 15 de març de 2010     | SM Montmagastrel     | SM Montmagastrell         |
| 389471 | 2010 ES45              | 15 de març de 2010     | Dauban               | F. Kugel                  |
| 389472 | 2010 EL66              | 10 de març de 2010     | Moletai              | K. Cernis, J. Zdanavicius |
| 389473 | 2010 EK69              | 13 de març de 2010     | Kitt Peak            | Spacewatch                |
| 389474 | 2010 ET70              | 12 de març de 2010     | Kitt Peak            | Spacewatch                |
| 389475 | 2010 EQ81              | 12 de març de 2010     | Kitt Peak            | Spacewatch                |
| 389476 | 2010 EL82              | 12 de març de 2010     | Mount Lemmon         | Mt. Lemmon Survey         |
| 389477 | 2010 EL87              | 13 de març de 2010     | Kitt Peak            | Spacewatch                |
| 389478 | 2010 ER87              | 21 de gener de 2010    | WISE                 | WISE                      |
| 389479 | 2010 EO89              | 18 d'abril de 2002     | Kitt Peak            | Spacewatch                |
| 389480 | 2010 EA99              | 9 de maig de 2006      | Mount Lemmon         | Mt. Lemmon Survey         |
| 389481 | 2010 EA100             | 14 de març de 2010     | Kitt Peak            | Spacewatch                |
| 389482 | 2010 EB107             | 12 de març de 2010     | Kitt Peak            | Spacewatch                |
| 389483 | 2010 EB110             | 4 de març de 2010      | Kitt Peak            | Spacewatch                |
| 389484 | 2010 EF110             | 4 de març de 2010      | Kitt Peak            | Spacewatch                |
| 389485 | 2010 EW127             | 14 de març de 2010     | Catalina             | CSS                       |
| 389486 | 2010 ED130             | 13 de març de 2010     | Kitt Peak            | Spacewatch                |
| 389487 | 2010 EL131             | 15 de setembre de 2007 | Kitt Peak            | Spacewatch                |
| 389488 | 2010 EN131             | 15 de març de 2010     | Kitt Peak            | Spacewatch                |
| 389489 | 2010 EV139             | 12 de març de 2010     | Kitt Peak            | Spacewatch                |
| 389490 | 2010 EC172             | 27 de febrer de 2006   | Mount Lemmon         | Mt. Lemmon Survey         |
| 389491 | 2010 FX1               | 21 d'abril de 2006     | Kitt Peak            | Spacewatch                |
| 389492 | 2010 FW3               | 16 de març de 2010     | Mount Lemmon         | Mt. Lemmon Survey         |
| 389493 | 2010 FR5               | 14 de març de 2010     | Kitt Peak            | Spacewatch                |
| 389494 | 2010 FJ6               | 16 d'agost de 2007     | XuYi                 | PMO NEO Survey Program    |
| 389495 | 2010 FX16              | 18 de març de 2010     | Kitt Peak            | Spacewatch                |
| 389496 | 2010 FP17              | 25 de desembre de 2005 | Mount Lemmon         | Mt. Lemmon Survey         |
| 389497 | 2010 FG22              | 14 de febrer de 2010   | Kitt Peak            | Spacewatch                |
| 389498 | 2010 FW25              | 18 de setembre de 2003 | Kitt Peak            | Spacewatch                |
| 389499 | 2010 FG30              | 18 de març de 2010     | Kitt Peak            | Spacewatch                |
| 389500 | 2010 FU84              | 18 de març de 2010     | Mount Lemmon         | Mt. Lemmon Survey         |

## 389501-389600
| Nom    | Designació provisional | Data de descobriment   | Lloc de descobriment | Descobridor/s        |
| ------ | ---------------------- | ---------------------- | -------------------- | -------------------- |
| 389501 | 2010 FJ87              | 16 de març de 2010     | Mount Lemmon         | Mt. Lemmon Survey    |
| 389502 | 2010 FL88              | 25 de març de 2010     | Mount Lemmon         | Mt. Lemmon Survey    |
| 389503 | 2010 FW92              | 16 de març de 2010     | Catalina             | CSS                  |
| 389504 | 2010 FJ101             | 26 de març de 2010     | Kitt Peak            | Spacewatch           |
| 389505 | 2010 GG6               | 4 d'abril de 2010      | Kitt Peak            | Spacewatch           |
| 389506 | 2010 GN25              | 8 d'abril de 2010      | Mayhill              | A. Lowe              |
| 389507 | 2010 GO27              | 5 d'abril de 2010      | Kitt Peak            | Spacewatch           |
| 389508 | 2010 GY101             | 5 d'abril de 2010      | Kitt Peak            | Spacewatch           |
| 389509 | 2010 GM107             | 27 de setembre de 2003 | Kitt Peak            | Spacewatch           |
| 389510 | 2010 GP110             | 1 d'octubre de 2003    | Kitt Peak            | Spacewatch           |
| 389511 | 2010 GO113             | 10 d'abril de 2010     | Kitt Peak            | Spacewatch           |
| 389512 | 2010 GE120             | 11 d'abril de 2010     | Kitt Peak            | Spacewatch           |
| 389513 | 2010 GO121             | 6 d'abril de 2010      | Kitt Peak            | Spacewatch           |
| 389514 | 2010 GZ132             | 16 de febrer de 2010   | Mount Lemmon         | Mt. Lemmon Survey    |
| 389515 | 2010 GK136             | 5 d'abril de 2010      | Catalina             | CSS                  |
| 389516 | 2010 GY139             | 25 d'octubre de 2008   | Kitt Peak            | Spacewatch           |
| 389517 | 2010 GH141             | 17 de març de 2010     | Siding Spring        | Siding Spring Survey |
| 389518 | 2010 GX144             | 2 d'octubre de 2003    | Kitt Peak            | Spacewatch           |
| 389519 | 2010 GD146             | 7 d'abril de 2010      | Sandlot              | G. Hug               |
| 389520 | 2010 GT157             | 11 d'abril de 2010     | Kitt Peak            | Spacewatch           |
| 389521 | 2010 GT158             | 15 d'abril de 2010     | Catalina             | CSS                  |
| 389522 | 2010 GB161             | 6 d'abril de 2010      | Bergisch Gladbac     | W. Bickel            |
| 389523 | 2010 HW96              | 30 d'abril de 2010     | WISE                 | WISE                 |
| 389524 | 2010 HR104             | 20 d'abril de 2010     | Kitt Peak            | Spacewatch           |
| 389525 | 2010 JU1               | 3 de maig de 2010      | Kitt Peak            | Spacewatch           |
| 389526 | 2010 JG29              | 9 d'octubre de 2007    | Kitt Peak            | Spacewatch           |
| 389527 | 2010 JF38              | 25 de gener de 2010    | WISE                 | WISE                 |
| 389528 | 2010 JH40              | 21 de març de 2010     | Mount Lemmon         | Mt. Lemmon Survey    |
| 389529 | 2010 JZ46              | 21 de setembre de 2003 | Kitt Peak            | Spacewatch           |
| 389530 | 2010 JC63              | 8 de maig de 2010      | WISE                 | WISE                 |
| 389531 | 2010 JP68              | 9 de maig de 2010      | WISE                 | WISE                 |
| 389532 | 2010 JK72              | 20 de gener de 2009    | Mount Lemmon         | Mt. Lemmon Survey    |
| 389533 | 2010 JU75              | 5 de maig de 2010      | Catalina             | CSS                  |
| 389534 | 2010 JS77              | 31 de gener de 2010    | WISE                 | WISE                 |
| 389535 | 2010 JJ80              | 2 d'abril de 2006      | Mount Lemmon         | Mt. Lemmon Survey    |
| 389536 | 2010 JC149             | 1 de desembre de 2008  | Kitt Peak            | Spacewatch           |
| 389537 | 2010 JE149             | 20 de maig de 2005     | Mount Lemmon         | Mt. Lemmon Survey    |
| 389538 | 2010 JW163             | 2 de gener de 2009     | Kitt Peak            | Spacewatch           |
| 389539 | 2010 KN38              | 4 de maig de 2010      | Kitt Peak            | Spacewatch           |
| 389540 | 2010 KH66              | 24 de maig de 2010     | WISE                 | WISE                 |
| 389541 | 2010 KH110             | 29 de maig de 2010     | WISE                 | WISE                 |
| 389542 | 2010 KG117             | 21 de maig de 2010     | Mount Lemmon         | Mt. Lemmon Survey    |
| 389543 | 2010 LY36              | 6 de juny de 2010      | WISE                 | WISE                 |
| 389544 | 2010 LZ82              | 11 de juny de 2010     | WISE                 | WISE                 |
| 389545 | 2010 LL133             | 15 d'octubre de 2007   | Mount Lemmon         | Mt. Lemmon Survey    |
| 389546 | 2010 MF87              | 23 de febrer de 2007   | Kitt Peak            | Spacewatch           |
| 389547 | 2010 MH89              | 27 de juny de 2010     | WISE                 | WISE                 |
| 389548 | 2010 OY67              | 24 de juliol de 2010   | WISE                 | WISE                 |
| 389549 | 2010 OD70              | 30 de setembre de 1999 | Kitt Peak            | Spacewatch           |
| 389550 | 2010 PB10              | 4 d'agost de 2010      | Socorro              | LINEAR               |
| 389551 | 2010 PU19              | 29 d'abril de 2003     | Kitt Peak            | Spacewatch           |
| 389552 | 2010 RA81              | 29 de setembre de 1997 | Kitt Peak            | Spacewatch           |
| 389553 | 2010 RY113             | 7 de setembre de 2004  | Socorro              | LINEAR               |
| 389554 | 2010 RK126             | 11 de març de 2007     | Kitt Peak            | Spacewatch           |
| 389555 | 2010 RY159             | 28 de març de 2008     | Mount Lemmon         | Mt. Lemmon Survey    |
| 389556 | 2010 SD6               | 16 de setembre de 2010 | Mount Lemmon         | Mt. Lemmon Survey    |
| 389557 | 2010 UB12              | 27 de juliol de 2010   | WISE                 | WISE                 |
| 389558 | 2010 UX25              | 17 de setembre de 2009 | Kitt Peak            | Spacewatch           |
| 389559 | 2010 UW33              | 27 d'agost de 2009     | Kitt Peak            | Spacewatch           |
| 389560 | 2010 UN93              | 18 de setembre de 2009 | Kitt Peak            | Spacewatch           |
| 389561 | 2010 UV97              | 16 d'octubre de 2009   | Mount Lemmon         | Mt. Lemmon Survey    |
| 389562 | 2010 VR38              | 14 de maig de 2005     | Mount Lemmon         | Mt. Lemmon Survey    |
| 389563 | 2010 VO46              | 13 d'octubre de 2010   | Mount Lemmon         | Mt. Lemmon Survey    |
| 389564 | 2010 VK47              | 16 d'octubre de 2009   | Catalina             | CSS                  |
| 389565 | 2010 VR109             | 15 de setembre de 2009 | Kitt Peak            | Spacewatch           |
| 389566 | 2010 VN138             | 10 d'agost de 2010     | WISE                 | WISE                 |
| 389567 | 2010 VQ141             | 6 de novembre de 2010  | Mount Lemmon         | Mt. Lemmon Survey    |
| 389568 | 2010 VQ149             | 7 d'abril de 2003      | Kitt Peak            | Spacewatch           |
| 389569 | 2010 VG157             | 13 d'octubre de 2010   | Mount Lemmon         | Mt. Lemmon Survey    |
| 389570 | 2010 VQ170             | 21 de setembre de 2009 | Kitt Peak            | Spacewatch           |
| 389571 | 2010 VZ202             | 27 de setembre de 1997 | Kitt Peak            | Spacewatch           |
| 389572 | 2010 WN4               | 18 de setembre de 2009 | Kitt Peak            | Spacewatch           |
| 389573 | 2010 WN10              | 17 de setembre de 2009 | Kitt Peak            | Spacewatch           |
| 389574 | 2010 WF53              | 29 d'octubre de 2010   | Kitt Peak            | Spacewatch           |
| 389575 | 2010 XP41              | 16 d'octubre de 2009   | Mount Lemmon         | Mt. Lemmon Survey    |
| 389576 | 2011 AF                | 26 de març de 2008     | Kitt Peak            | Spacewatch           |
| 389577 | 2011 AV15              | 13 d'agost de 2004     | Campo Imperatore     | CINEOS               |
| 389578 | 2011 AP73              | 1 de febrer de 2010    | WISE                 | WISE                 |
| 389579 | 2011 BM22              | 25 d'agost de 2001     | Anderson Mesa        | LONEOS               |
| 389580 | 2011 CU2               | 14 de desembre de 2010 | Mount Lemmon         | Mt. Lemmon Survey    |
| 389581 | 2011 DJ17              | 16 d'octubre de 2009   | Catalina             | CSS                  |
| 389582 | 2011 DY40              | 18 d'octubre de 2006   | Kitt Peak            | Spacewatch           |
| 389583 | 2011 EP22              | 8 de gener de 2011     | Mount Lemmon         | Mt. Lemmon Survey    |
| 389584 | 2011 EX71              | 2 de març de 2011      | Kitt Peak            | Spacewatch           |
| 389585 | 2011 FL16              | 10 de juny de 2008     | Kitt Peak            | Spacewatch           |
| 389586 | 2011 FS28              | 25 de febrer de 2011   | Mount Lemmon         | Mt. Lemmon Survey    |
| 389587 | 2011 FR56              | 27 de març de 2011     | Kitt Peak            | Spacewatch           |
| 389588 | 2011 FH126             | 5 de maig de 2008      | Mount Lemmon         | Mt. Lemmon Survey    |
| 389589 | 2011 FG129             | 2 d'octubre de 1997    | Caussols             | ODAS                 |
| 389590 | 2011 FQ141             | 26 de març de 2011     | Kitt Peak            | Spacewatch           |
| 389591 | 2011 FB154             | 10 de novembre de 2009 | Kitt Peak            | Spacewatch           |
| 389592 | 2011 GW16              | 16 de setembre de 2009 | Mount Lemmon         | Mt. Lemmon Survey    |
| 389593 | 2011 GM17              | 8 de febrer de 2007    | Mount Lemmon         | Mt. Lemmon Survey    |
| 389594 | 2011 GL31              | 1 d'abril de 2011      | Kitt Peak            | Spacewatch           |
| 389595 | 2011 GT32              | 1 d'octubre de 2005    | Kitt Peak            | Spacewatch           |
| 389596 | 2011 GX51              | 11 de març de 2011     | Kitt Peak            | Spacewatch           |
| 389597 | 2011 GA70              | 13 d'abril de 2011     | Kitt Peak            | Spacewatch           |
| 389598 | 2011 GJ70              | 12 de novembre de 2005 | Kitt Peak            | Spacewatch           |
| 389599 | 2011 GH73              | 29 de desembre de 2003 | Kitt Peak            | Spacewatch           |
| 389600 | 2011 GS74              | 4 d'abril de 2011      | Kitt Peak            | Spacewatch           |

## 389601-389700
| Nom    | Designació provisional | Data de descobriment   | Lloc de descobriment | Descobridor/s        |
| ------ | ---------------------- | ---------------------- | -------------------- | -------------------- |
| 389601 | 2011 GO80              | 2 d'abril de 2011      | Kitt Peak            | Spacewatch           |
| 389602 | 2011 GB84              | 31 d'agost de 2005     | Kitt Peak            | Spacewatch           |
| 389603 | 2011 HX5               | 12 d'abril de 2011     | Catalina             | CSS                  |
| 389604 | 2011 HG9               | 7 de maig de 2008      | Mount Lemmon         | Mt. Lemmon Survey    |
| 389605 | 2011 HL14              | 1 de març de 2011      | Mount Lemmon         | Mt. Lemmon Survey    |
| 389606 | 2011 HN21              | 11 de maig de 1996     | Kitt Peak            | Spacewatch           |
| 389607 | 2011 HW21              | 25 d'octubre de 2005   | Kitt Peak            | Spacewatch           |
| 389608 | 2011 HU22              | 29 d'agost de 2005     | Kitt Peak            | Spacewatch           |
| 389609 | 2011 HF23              | 13 de maig de 2004     | Kitt Peak            | Spacewatch           |
| 389610 | 2011 HZ24              | 27 d'abril de 2011     | Kitt Peak            | Spacewatch           |
| 389611 | 2011 HT30              | 15 de març de 2007     | Mount Lemmon         | Mt. Lemmon Survey    |
| 389612 | 2011 HU33              | 13 d'abril de 2011     | Kitt Peak            | Spacewatch           |
| 389613 | 2011 HR42              | 6 d'abril de 2011      | Mount Lemmon         | Mt. Lemmon Survey    |
| 389614 | 2011 HN44              | 21 de novembre de 2009 | Mount Lemmon         | Mt. Lemmon Survey    |
| 389615 | 2011 HM49              | 2 de juny de 2008      | Mount Lemmon         | Mt. Lemmon Survey    |
| 389616 | 2011 HD58              | 24 d'abril de 2007     | Kitt Peak            | Spacewatch           |
| 389617 | 2011 HM74              | 14 de març de 2004     | Kitt Peak            | Spacewatch           |
| 389618 | 2011 HH75              | 29 d'abril de 2008     | Mount Lemmon         | Mt. Lemmon Survey    |
| 389619 | 2011 HB79              | 27 de gener de 2007    | Mount Lemmon         | Mt. Lemmon Survey    |
| 389620 | 2011 HN82              | 30 d'agost de 2005     | Kitt Peak            | Spacewatch           |
| 389621 | 2011 HT82              | 29 d'octubre de 1999   | Kitt Peak            | Spacewatch           |
| 389622 | 2011 HU90              | 2 d'abril de 2006      | Kitt Peak            | Spacewatch           |
| 389623 | 2011 HM91              | 23 d'octubre de 2008   | Kitt Peak            | Spacewatch           |
| 389624 | 2011 HS92              | 17 de gener de 2007    | Kitt Peak            | Spacewatch           |
| 389625 | 2011 JR4               | 31 d'octubre de 2005   | Mount Lemmon         | Mt. Lemmon Survey    |
| 389626 | 2011 JV25              | 27 d'abril de 2011     | Kitt Peak            | Spacewatch           |
| 389627 | 2011 JA28              | 12 de maig de 2011     | Mount Lemmon         | Mt. Lemmon Survey    |
| 389628 | 2011 JB28              | 30 d'octubre de 2005   | Kitt Peak            | Spacewatch           |
| 389629 | 2011 JV29              | 6 de setembre de 2008  | Catalina             | CSS                  |
| 389630 | 2011 JX29              | 2 de setembre de 2008  | Kitt Peak            | Spacewatch           |
| 389631 | 2011 KR5               | 21 de novembre de 2009 | Mount Lemmon         | Mt. Lemmon Survey    |
| 389632 | 2011 KS7               | 26 de març de 2006     | Kitt Peak            | Spacewatch           |
| 389633 | 2011 KT14              | 29 d'abril de 2011     | Mount Lemmon         | Mt. Lemmon Survey    |
| 389634 | 2011 KA26              | 30 d'abril de 2011     | Mount Lemmon         | Mt. Lemmon Survey    |
| 389635 | 2011 KQ29              | 28 d'agost de 1995     | Kitt Peak            | Spacewatch           |
| 389636 | 2011 KE31              | 25 d'octubre de 2005   | Kitt Peak            | Spacewatch           |
| 389637 | 2011 KU34              | 7 d'agost de 2008      | Kitt Peak            | Spacewatch           |
| 389638 | 2011 KX43              | 11 d'abril de 2011     | Mount Lemmon         | Mt. Lemmon Survey    |
| 389639 | 2011 KH46              | 23 de setembre de 2005 | Kitt Peak            | Spacewatch           |
| 389640 | 2011 KX47              | 4 de setembre de 2008  | Kitt Peak            | Spacewatch           |
| 389641 | 2011 LM4               | 29 de juliol de 2008   | Mount Lemmon         | Mt. Lemmon Survey    |
| 389642 | 2011 LD5               | 15 d'abril de 2007     | Catalina             | CSS                  |
| 389643 | 2011 LN5               | 27 de desembre de 2006 | Mount Lemmon         | Mt. Lemmon Survey    |
| 389644 | 2011 LC16              | 15 de maig de 2004     | Socorro              | LINEAR               |
| 389645 | 2011 LH19              | 28 de setembre de 2006 | Catalina             | CSS                  |
| 389646 | 2011 MH                | 3 de juny de 2000      | Kitt Peak            | Spacewatch           |
| 389647 | 2011 MR4               | 13 de març de 2010     | WISE                 | WISE                 |
| 389648 | 2011 MS6               | 10 de febrer de 2007   | Mount Lemmon         | Mt. Lemmon Survey    |
| 389649 | 2011 NW3               | 6 d'abril de 2010      | Catalina             | CSS                  |
| 389650 | 2011 OB3               | 21 de febrer de 2006   | Mount Lemmon         | Mt. Lemmon Survey    |
| 389651 | 2011 OW13              | 16 d'octubre de 2006   | Catalina             | CSS                  |
| 389652 | 2011 OK14              | 27 de setembre de 1998 | Kitt Peak            | Spacewatch           |
| 389653 | 2011 OT14              | 23 d'octubre de 2008   | Kitt Peak            | Spacewatch           |
| 389654 | 2011 OE27              | 28 de setembre de 2000 | Kitt Peak            | Spacewatch           |
| 389655 | 2011 OG28              | 6 de març de 2003      | Anderson Mesa        | LONEOS               |
| 389656 | 2011 OZ39              | 10 de juny de 2011     | Mount Lemmon         | Mt. Lemmon Survey    |
| 389657 | 2011 OA40              | 14 de setembre de 2007 | Kitt Peak            | Spacewatch           |
| 389658 | 2011 OG46              | 15 de març de 2007     | Catalina             | CSS                  |
| 389659 | 2011 OD50              | 8 d'octubre de 2007    | Kitt Peak            | Spacewatch           |
| 389660 | 2011 OE51              | 18 de desembre de 2004 | Mount Lemmon         | Mt. Lemmon Survey    |
| 389661 | 2011 OY52              | 21 de juny de 2011     | Kitt Peak            | Spacewatch           |
| 389662 | 2011 OH56              | 27 d'octubre de 2008   | Kitt Peak            | Spacewatch           |
| 389663 | 2011 OT56              | 10 d'octubre de 2007   | Mount Lemmon         | Mt. Lemmon Survey    |
| 389664 | 2011 OZ57              | 1 de novembre de 2008  | Mount Lemmon         | Mt. Lemmon Survey    |
| 389665 | 2011 OA59              | 17 de desembre de 2003 | Kitt Peak            | Spacewatch           |
| 389666 | 2011 PP2               | 23 de novembre de 2008 | Kitt Peak            | Spacewatch           |
| 389667 | 2011 PR4               | 28 de novembre de 2000 | Kitt Peak            | Spacewatch           |
| 389668 | 2011 PE8               | 22 de setembre de 2003 | Anderson Mesa        | LONEOS               |
| 389669 | 2011 PU8               | 24 d'agost de 2007     | Kitt Peak            | Spacewatch           |
| 389670 | 2011 PF9               | 19 de novembre de 2007 | Kitt Peak            | Spacewatch           |
| 389671 | 2011 PW9               | 20 d'agost de 2003     | Campo Imperatore     | CINEOS               |
| 389672 | 2011 PC11              | 31 de gener de 2009    | Mount Lemmon         | Mt. Lemmon Survey    |
| 389673 | 2011 PC12              | 2 de febrer de 2006    | Kitt Peak            | Spacewatch           |
| 389674 | 2011 PS13              | 23 de gener de 2006    | Kitt Peak            | Spacewatch           |
| 389675 | 2011 PZ13              | 5 d'octubre de 2007    | Kitt Peak            | Spacewatch           |
| 389676 | 2011 QV4               | 17 de febrer de 2010   | Kitt Peak            | Spacewatch           |
| 389677 | 2011 QT7               | 9 de maig de 2006      | Mount Lemmon         | Mt. Lemmon Survey    |
| 389678 | 2011 QA9               | 19 de desembre de 2007 | Mount Lemmon         | Mt. Lemmon Survey    |
| 389679 | 2011 QB9               | 25 de gener de 2009    | Kitt Peak            | Spacewatch           |
| 389680 | 2011 QC16              | 15 de setembre de 2007 | Anderson Mesa        | LONEOS               |
| 389681 | 2011 QA17              | 28 de febrer de 2009   | Kitt Peak            | Spacewatch           |
| 389682 | 2011 QN17              | 8 de març de 2005      | Mount Lemmon         | Mt. Lemmon Survey    |
| 389683 | 2011 QY20              | 11 d'octubre de 2006   | Kitt Peak            | Spacewatch           |
| 389684 | 2011 QJ26              | 3 de març de 2009      | Kitt Peak            | Spacewatch           |
| 389685 | 2011 QD28              | 23 de gener de 2006    | Kitt Peak            | Spacewatch           |
| 389686 | 2011 QR28              | 19 d'octubre de 2006   | Catalina             | CSS                  |
| 389687 | 2011 QF29              | 18 de desembre de 2007 | Mount Lemmon         | Mt. Lemmon Survey    |
| 389688 | 2011 QW32              | 19 de gener de 2009    | Mount Lemmon         | Mt. Lemmon Survey    |
| 389689 | 2011 QH34              | 3 de novembre de 2007  | Kitt Peak            | Spacewatch           |
| 389690 | 2011 QP38              | 23 d'agost de 2001     | Kitt Peak            | Spacewatch           |
| 389691 | 2011 QT39              | 19 d'abril de 2006     | Kitt Peak            | Spacewatch           |
| 389692 | 2011 QE40              | 7 d'abril de 1995      | Kitt Peak            | Spacewatch           |
| 389693 | 2011 QG44              | 8 d'octubre de 2007    | Mount Lemmon         | Mt. Lemmon Survey    |
| 389694 | 2011 QD48              | 30 d'agost de 2011     | Siding Spring        | Siding Spring Survey |
| 389695 | 2011 QJ49              | 31 de març de 2010     | WISE                 | WISE                 |
| 389696 | 2011 QK52              | 20 de febrer de 2009   | Kitt Peak            | Spacewatch           |
| 389697 | 2011 QY61              | 11 d'abril de 1996     | Kitt Peak            | Spacewatch           |
| 389698 | 2011 QK77              | 6 de març de 2006      | Kitt Peak            | Spacewatch           |
| 389699 | 2011 QZ77              | 19 de novembre de 2007 | Kitt Peak            | Spacewatch           |
| 389700 | 2011 QD78              | 6 de març de 2008      | Mount Lemmon         | Mt. Lemmon Survey    |

## 389701-389800
| Nom    | Designació provisional | Data de descobriment   | Lloc de descobriment | Descobridor/s     |
| ------ | ---------------------- | ---------------------- | -------------------- | ----------------- |
| 389701 | 2011 QC79              | 20 de juny de 2006     | Mount Lemmon         | Mt. Lemmon Survey |
| 389702 | 2011 QA80              | 19 de març de 2010     | Mount Lemmon         | Mt. Lemmon Survey |
| 389703 | 2011 QA88              | 24 de setembre de 2007 | Kitt Peak            | Spacewatch        |
| 389704 | 2011 QH90              | 3 de febrer de 2009    | Kitt Peak            | Spacewatch        |
| 389705 | 2011 QC94              | 9 d'octubre de 2007    | Mount Lemmon         | Mt. Lemmon Survey |
| 389706 | 2011 QB98              | 18 de gener de 2009    | Kitt Peak            | Spacewatch        |
| 389707 | 2011 RC2               | 27 de febrer de 2009   | Kitt Peak            | Spacewatch        |
| 389708 | 2011 RV6               | 9 de febrer de 2003    | Kitt Peak            | Spacewatch        |
| 389709 | 2011 RJ9               | 2 d'octubre de 2006    | Catalina             | CSS               |
| 389710 | 2011 RZ9               | 15 de febrer de 2010   | Mount Lemmon         | Mt. Lemmon Survey |
| 389711 | 2011 RE17              | 17 de juny de 2005     | Mount Lemmon         | Mt. Lemmon Survey |
| 389712 | 2011 RF17              | 31 de desembre de 2007 | Mount Lemmon         | Mt. Lemmon Survey |
| 389713 | 2011 SW1               | 25 de gener de 2009    | Kitt Peak            | Spacewatch        |
| 389714 | 2011 SH2               | 19 d'agost de 2006     | Kitt Peak            | Spacewatch        |
| 389715 | 2011 SH10              | 22 de desembre de 2008 | Kitt Peak            | Spacewatch        |
| 389716 | 2011 SU29              | 24 de setembre de 2000 | Anderson Mesa        | LONEOS            |
| 389717 | 2011 SH30              | 1 d'octubre de 2003    | Kitt Peak            | Spacewatch        |
| 389718 | 2011 SD33              | 19 d'octubre de 2007   | Catalina             | CSS               |
| 389719 | 2011 SP46              | 25 de gener de 2009    | Kitt Peak            | Spacewatch        |
| 389720 | 2011 ST47              | 17 de setembre de 2006 | Kitt Peak            | Spacewatch        |
| 389721 | 2011 SU47              | 6 de juny de 2005      | Kitt Peak            | Spacewatch        |
| 389722 | 2011 SA52              | 13 de setembre de 2005 | Catalina             | CSS               |
| 389723 | 2011 SB53              | 13 de setembre de 2005 | Kitt Peak            | Spacewatch        |
| 389724 | 2011 SG56              | 30 de setembre de 2005 | Kitt Peak            | Spacewatch        |
| 389725 | 2011 SJ58              | 7 de novembre de 2007  | Kitt Peak            | Spacewatch        |
| 389726 | 2011 SD62              | 7 d'abril de 2000      | Kitt Peak            | Spacewatch        |
| 389727 | 2011 SY81              | 30 de gener de 2009    | Mount Lemmon         | Mt. Lemmon Survey |
| 389728 | 2011 SX83              | 10 de desembre de 2004 | Campo Imperatore     | CINEOS            |
| 389729 | 2011 SN90              | 26 de març de 2003     | Kitt Peak            | Spacewatch        |
| 389730 | 2011 SF93              | 17 d'octubre de 2003   | Kitt Peak            | Spacewatch        |
| 389731 | 2011 SL93              | 25 d'abril de 2003     | Kitt Peak            | Spacewatch        |
| 389732 | 2011 SP102             | 9 d'octubre de 2007    | Kitt Peak            | Spacewatch        |
| 389733 | 2011 SR108             | 11 de març de 2005     | Kitt Peak            | Spacewatch        |
| 389734 | 2011 SC109             | 3 de març de 2009      | Mount Lemmon         | Mt. Lemmon Survey |
| 389735 | 2011 SU109             | 10 de novembre de 2006 | Kitt Peak            | Spacewatch        |
| 389736 | 2011 SG110             | 20 d'agost de 1995     | Kitt Peak            | Spacewatch        |
| 389737 | 2011 SK110             | 3 d'octubre de 2003    | Kitt Peak            | Spacewatch        |
| 389738 | 2011 SB111             | 16 de setembre de 2006 | Catalina             | CSS               |
| 389739 | 2011 SD114             | 30 de setembre de 2006 | Mount Lemmon         | Mt. Lemmon Survey |
| 389740 | 2011 ST117             | 2 de febrer de 2009    | Kitt Peak            | Spacewatch        |
| 389741 | 2011 SF120             | 4 de desembre de 2007  | Kitt Peak            | Spacewatch        |
| 389742 | 2011 SY124             | 8 d'octubre de 2007    | Kitt Peak            | Spacewatch        |
| 389743 | 2011 SE126             | 2 de febrer de 2005    | Kitt Peak            | Spacewatch        |
| 389744 | 2011 SV132             | 30 de setembre de 2006 | Mount Lemmon         | Mt. Lemmon Survey |
| 389745 | 2011 SX134             | 10 de maig de 2006     | Mount Lemmon         | Mt. Lemmon Survey |
| 389746 | 2011 SL137             | 17 de setembre de 2006 | Kitt Peak            | Spacewatch        |
| 389747 | 2011 SS143             | 28 de setembre de 2003 | Kitt Peak            | Spacewatch        |
| 389748 | 2011 SP144             | 2 d'octubre de 2006    | Mount Lemmon         | Mt. Lemmon Survey |
| 389749 | 2011 SW154             | 27 de setembre de 2000 | Kitt Peak            | Spacewatch        |
| 389750 | 2011 SY154             | 22 de febrer de 2009   | Kitt Peak            | Spacewatch        |
| 389751 | 2011 SW162             | 27 de febrer de 2009   | Kitt Peak            | Spacewatch        |
| 389752 | 2011 SA163             | 18 de gener de 2008    | Kitt Peak            | Spacewatch        |
| 389753 | 2011 SM164             | 23 d'abril de 2010     | WISE                 | WISE              |
| 389754 | 2011 SR174             | 31 de gener de 2006    | Kitt Peak            | Spacewatch        |
| 389755 | 2011 SO178             | 31 d'agost de 2005     | Kitt Peak            | Spacewatch        |
| 389756 | 2011 SW180             | 21 de març de 2009     | Kitt Peak            | Spacewatch        |
| 389757 | 2011 SM186             | 26 de març de 2003     | Kitt Peak            | Spacewatch        |
| 389758 | 2011 SS193             | 25 d'abril de 2000     | Kitt Peak            | Spacewatch        |
| 389759 | 2011 SH198             | 16 de febrer de 2004   | Kitt Peak            | Spacewatch        |
| 389760 | 2011 SS198             | 17 de setembre de 2006 | Kitt Peak            | Spacewatch        |
| 389761 | 2011 SG199             | 9 de gener de 2005     | Catalina             | CSS               |
| 389762 | 2011 SY202             | 18 de febrer de 2010   | WISE                 | WISE              |
| 389763 | 2011 SD212             | 11 de novembre de 1996 | Kitt Peak            | Spacewatch        |
| 389764 | 2011 SV214             | 1 d'octubre de 2000    | Socorro              | LINEAR            |
| 389765 | 2011 SN215             | 8 de setembre de 2011  | Kitt Peak            | Spacewatch        |
| 389766 | 2011 SX215             | 3 de març de 2005      | Kitt Peak            | Spacewatch        |
| 389767 | 2011 SW216             | 20 de febrer de 2009   | Kitt Peak            | Spacewatch        |
| 389768 | 2011 SX224             | 18 de març de 2001     | Socorro              | LINEAR            |
| 389769 | 2011 SA230             | 11 de juliol de 2004   | Socorro              | LINEAR            |
| 389770 | 2011 SN241             | 16 de gener de 2008    | Mount Lemmon         | Mt. Lemmon Survey |
| 389771 | 2011 SY255             | 21 de març de 1998     | Kitt Peak            | Spacewatch        |
| 389772 | 2011 SP256             | 6 d'abril de 2005      | Kitt Peak            | Spacewatch        |
| 389773 | 2011 SN258             | 19 de setembre de 2000 | Kitt Peak            | Spacewatch        |
| 389774 | 2011 SU259             | 10 de febrer de 2008   | Kitt Peak            | Spacewatch        |
| 389775 | 2011 SH264             | 12 de setembre de 1994 | Kitt Peak            | Spacewatch        |
| 389776 | 2011 SP269             | 20 de setembre de 1995 | Kitt Peak            | Spacewatch        |
| 389777 | 2011 SQ274             | 27 de maig de 2004     | Kitt Peak            | Spacewatch        |
| 389778 | 2011 TW11              | 9 d'abril de 2003      | Kitt Peak            | Spacewatch        |
| 389779 | 2011 TF13              | 24 de març de 2003     | Kitt Peak            | Spacewatch        |
| 389780 | 2011 TP13              | 18 de novembre de 2006 | Kitt Peak            | Spacewatch        |
| 389781 | 2011 UU12              | 9 de febrer de 2008    | Mount Lemmon         | Mt. Lemmon Survey |
| 389782 | 2011 UA18              | 27 de setembre de 2005 | Kitt Peak            | Spacewatch        |
| 389783 | 2011 UG24              | 6 de maig de 2010      | Mount Lemmon         | Mt. Lemmon Survey |
| 389784 | 2011 UC29              | 15 de juny de 2010     | WISE                 | WISE              |
| 389785 | 2011 UV51              | 26 de setembre de 2005 | Kitt Peak            | Spacewatch        |
| 389786 | 2011 UW53              | 31 d'agost de 2005     | Anderson Mesa        | LONEOS            |
| 389787 | 2011 UL69              | 17 de març de 2005     | Mount Lemmon         | Mt. Lemmon Survey |
| 389788 | 2011 UN72              | 25 de setembre de 2005 | Kitt Peak            | Spacewatch        |
| 389789 | 2011 UC75              | 23 d'abril de 2009     | Kitt Peak            | Spacewatch        |
| 389790 | 2011 UY75              | 17 d'octubre de 2006   | Kitt Peak            | Spacewatch        |
| 389791 | 2011 UQ79              | 19 d'abril de 2009     | Mount Lemmon         | Mt. Lemmon Survey |
| 389792 | 2011 UY79              | 7 de setembre de 2004  | Kitt Peak            | Spacewatch        |
| 389793 | 2011 UR92              | 2 de novembre de 2006  | Mount Lemmon         | Mt. Lemmon Survey |
| 389794 | 2011 UX100             | 8 de maig de 2005      | Mount Lemmon         | Mt. Lemmon Survey |
| 389795 | 2011 UB117             | 20 de novembre de 2006 | Kitt Peak            | Spacewatch        |
| 389796 | 2011 US119             | 11 de març de 2005     | Kitt Peak            | Spacewatch        |
| 389797 | 2011 UB134             | 19 de novembre de 2007 | Mount Lemmon         | Mt. Lemmon Survey |
| 389798 | 2011 UE141             | 23 d'octubre de 2011   | Mount Lemmon         | Mt. Lemmon Survey |
| 389799 | 2011 UC144             | 29 de setembre de 2005 | Kitt Peak            | Spacewatch        |
| 389800 | 2011 UD152             | 17 de març de 2009     | Kitt Peak            | Spacewatch        |

## 389801-389900
| Nom    | Designació provisional | Data de descobriment   | Lloc de descobriment | Descobridor/s        |
| ------ | ---------------------- | ---------------------- | -------------------- | -------------------- |
| 389801 | 2011 UH190             | 20 de novembre de 2006 | Kitt Peak            | Spacewatch           |
| 389802 | 2011 UW221             | 15 de maig de 2010     | WISE                 | WISE                 |
| 389803 | 2011 UU285             | 5 de novembre de 2007  | Kitt Peak            | Spacewatch           |
| 389804 | 2011 UA298             | 19 de març de 2009     | Kitt Peak            | Spacewatch           |
| 389805 | 2011 UZ314             | 11 d'abril de 2010     | Kitt Peak            | Spacewatch           |
| 389806 | 2011 UE347             | 27 d'agost de 2005     | Kitt Peak            | Spacewatch           |
| 389807 | 2011 UD356             | 27 de setembre de 2006 | Kitt Peak            | Spacewatch           |
| 389808 | 2011 UT369             | 31 de març de 2005     | Anderson Mesa        | LONEOS               |
| 389809 | 2011 UL395             | 19 de març de 2009     | Kitt Peak            | Spacewatch           |
| 389810 | 2011 UD404             | 31 d'octubre de 2011   | Mount Lemmon         | Mt. Lemmon Survey    |
| 389811 | 2011 UA405             | 14 de març de 2004     | Kitt Peak            | Spacewatch           |
| 389812 | 2011 UL406             | 6 d'agost de 2005      | Siding Spring        | Siding Spring Survey |
| 389813 | 2011 VB20              | 15 de novembre de 2006 | Kitt Peak            | Spacewatch           |
| 389814 | 2011 VV22              | 28 d'octubre de 2006   | Kitt Peak            | Spacewatch           |
| 389815 | 2011 VC23              | 1 d'octubre de 2000    | Socorro              | LINEAR               |
| 389816 | 2011 WJ4               | 28 d'abril de 2009     | Mount Lemmon         | Mt. Lemmon Survey    |
| 389817 | 2011 WW37              | 24 de març de 2003     | Kitt Peak            | Spacewatch           |
| 389818 | 2011 WC47              | 26 d'abril de 2003     | Kitt Peak            | Spacewatch           |
| 389819 | 2011 WV47              | 5 de febrer de 2009    | Kitt Peak            | Spacewatch           |
| 389820 | 2011 WU92              | 12 d'octubre de 2010   | Mount Lemmon         | Mt. Lemmon Survey    |
| 389821 | 2011 WX149             | 30 d'agost de 2005     | Kitt Peak            | Spacewatch           |
| 389822 | 2011 XW1               | 17 d'octubre de 2010   | Mount Lemmon         | Mt. Lemmon Survey    |
| 389823 | 2011 YP24              | 25 de desembre de 2011 | Kitt Peak            | Spacewatch           |
| 389824 | 2011 YH75              | 27 de desembre de 2011 | Mount Lemmon         | Mt. Lemmon Survey    |
| 389825 | 2012 AM1               | 3 de setembre de 2008  | Kitt Peak            | Spacewatch           |
| 389826 | 2012 BU60              | 19 de gener de 2001    | Kitt Peak            | Spacewatch           |
| 389827 | 2012 BN96              | 7 de setembre de 2008  | Mount Lemmon         | Mt. Lemmon Survey    |
| 389828 | 2012 BY117             | 11 d'abril de 2005     | Mount Lemmon         | Mt. Lemmon Survey    |
| 389829 | 2012 DC5               | 4 de març de 2005      | Mount Lemmon         | Mt. Lemmon Survey    |
| 389830 | 2012 EY1               | 28 de gener de 2003    | Kitt Peak            | Spacewatch           |
| 389831 | 2012 FN12              | 10 de març de 2007     | Kitt Peak            | Spacewatch           |
| 389832 | 2012 HG33              | 4 de febrer de 2000    | Kitt Peak            | Spacewatch           |
| 389833 | 2012 JW5               | 29 de desembre de 2005 | Catalina             | CSS                  |
| 389834 | 2012 JG46              | 7 de desembre de 2005  | Kitt Peak            | Spacewatch           |
| 389835 | 2012 OG5               | 21 d'octubre de 2009   | Mount Lemmon         | Mt. Lemmon Survey    |
| 389836 | 2012 PQ4               | 14 de novembre de 2007 | Socorro              | LINEAR               |
| 389837 | 2012 PP23              | 27 de gener de 2007    | Kitt Peak            | Spacewatch           |
| 389838 | 2012 PY26              | 29 de març de 2008     | Kitt Peak            | Spacewatch           |
| 389839 | 2012 PU37              | 23 d'agost de 2004     | Kitt Peak            | Spacewatch           |
| 389840 | 2012 QV19              | 27 de gener de 2007    | Kitt Peak            | Spacewatch           |
| 389841 | 2012 QV25              | 30 de setembre de 2008 | Catalina             | CSS                  |
| 389842 | 2012 QO30              | 1 d'octubre de 2008    | Mount Lemmon         | Mt. Lemmon Survey    |
| 389843 | 2012 QP30              | 5 de febrer de 2000    | Kitt Peak            | Spacewatch           |
| 389844 | 2012 QQ37              | 17 de febrer de 2001   | Kitt Peak            | Spacewatch           |
| 389845 | 2012 QX51              | 23 de setembre de 2008 | Mount Lemmon         | Mt. Lemmon Survey    |
| 389846 | 2012 RS3               | 7 de desembre de 2005  | Kitt Peak            | Spacewatch           |
| 389847 | 2012 RF5               | 17 de desembre de 2009 | Kitt Peak            | Spacewatch           |
| 389848 | 2012 RJ5               | 20 de març de 2010     | Mount Lemmon         | Mt. Lemmon Survey    |
| 389849 | 2012 RB7               | 19 de novembre de 2001 | Socorro              | LINEAR               |
| 389850 | 2012 RT15              | 12 de novembre de 2006 | Mount Lemmon         | Mt. Lemmon Survey    |
| 389851 | 2012 RE18              | 24 d'octubre de 1998   | Kitt Peak            | Spacewatch           |
| 389852 | 2012 RY19              | 13 de març de 2010     | Mount Lemmon         | Mt. Lemmon Survey    |
| 389853 | 2012 RS24              | 19 de setembre de 2001 | Socorro              | LINEAR               |
| 389854 | 2012 RT24              | 12 de gener de 2010    | Catalina             | CSS                  |
| 389855 | 2012 RG26              | 30 de desembre de 2005 | Mount Lemmon         | Mt. Lemmon Survey    |
| 389856 | 2012 RL28              | 18 de novembre de 2004 | Siding Spring        | Siding Spring Survey |
| 389857 | 2012 RQ28              | 13 de setembre de 1998 | Kitt Peak            | Spacewatch           |
| 389858 | 2012 RC29              | 18 de desembre de 2004 | Mount Lemmon         | Mt. Lemmon Survey    |
| 389859 | 2012 RY33              | 28 de setembre de 2003 | Kitt Peak            | Spacewatch           |
| 389860 | 2012 RX34              | 24 d'octubre de 2008   | Kitt Peak            | Spacewatch           |
| 389861 | 2012 RT39              | 26 de desembre de 2005 | Kitt Peak            | Spacewatch           |
| 389862 | 2012 RX39              | 11 de novembre de 2009 | Kitt Peak            | Spacewatch           |
| 389863 | 2012 RY40              | 2 d'octubre de 1999    | Kitt Peak            | Spacewatch           |
| 389864 | 2012 RF41              | 1 de novembre de 2008  | Catalina             | CSS                  |
| 389865 | 2012 RJ42              | 23 de novembre de 2009 | Mount Lemmon         | Mt. Lemmon Survey    |
| 389866 | 2012 RZ42              | 21 de desembre de 2008 | Catalina             | CSS                  |
| 389867 | 2012 SH3               | 13 de gener de 2005    | Catalina             | CSS                  |
| 389868 | 2012 ST3               | 30 de setembre de 2003 | Kitt Peak            | Spacewatch           |
| 389869 | 2012 SY9               | 9 d'agost de 2007      | Kitt Peak            | Spacewatch           |
| 389870 | 2012 SB10              | 21 d'octubre de 2007   | Mount Lemmon         | Mt. Lemmon Survey    |
| 389871 | 2012 SW10              | 4 d'abril de 1995      | Kitt Peak            | Spacewatch           |
| 389872 | 2012 SH11              | 18 de desembre de 2003 | Kitt Peak            | Spacewatch           |
| 389873 | 2012 SH12              | 29 de juliol de 2008   | Kitt Peak            | Spacewatch           |
| 389874 | 2012 SL18              | 27 d'octubre de 2008   | Kitt Peak            | Spacewatch           |
| 389875 | 2012 SM18              | 23 de setembre de 2001 | Socorro              | LINEAR               |
| 389876 | 2012 SU18              | 28 de setembre de 1997 | Kitt Peak            | Spacewatch           |
| 389877 | 2012 SX25              | 20 de novembre de 2001 | Socorro              | LINEAR               |
| 389878 | 2012 SA42              | 28 d'agost de 2005     | Kitt Peak            | Spacewatch           |
| 389879 | 2012 SC44              | 23 d'abril de 1998     | Kitt Peak            | Spacewatch           |
| 389880 | 2012 SJ45              | 3 d'octubre de 1999    | Kitt Peak            | Spacewatch           |
| 389881 | 2012 SR54              | 29 d'octubre de 2003   | Kitt Peak            | Spacewatch           |
| 389882 | 2012 SY55              | 27 d'octubre de 2008   | Mount Lemmon         | Mt. Lemmon Survey    |
| 389883 | 2012 SL59              | 3 de març de 2009      | Kitt Peak            | Spacewatch           |
| 389884 | 2012 SA61              | 28 d'octubre de 2008   | Mount Lemmon         | Mt. Lemmon Survey    |
| 389885 | 2012 SD61              | 26 de setembre de 1998 | Socorro              | LINEAR               |
| 389886 | 2012 SS61              | 23 d'agost de 2001     | Anderson Mesa        | LONEOS               |
| 389887 | 2012 SX64              | 2 d'octubre de 2003    | Kitt Peak            | Spacewatch           |
| 389888 | 2012 TG2               | 23 d'octubre de 2009   | Mount Lemmon         | Mt. Lemmon Survey    |
| 389889 | 2012 TL5               | 25 de març de 2007     | Mount Lemmon         | Mt. Lemmon Survey    |
| 389890 | 2012 TE7               | 18 de gener de 2005    | Catalina             | CSS                  |
| 389891 | 2012 TS8               | 15 d'octubre de 1995   | Kitt Peak            | Spacewatch           |
| 389892 | 2012 TJ9               | 30 de desembre de 2008 | Kitt Peak            | Spacewatch           |
| 389893 | 2012 TL13              | 2 de maig de 2006      | Mount Lemmon         | Mt. Lemmon Survey    |
| 389894 | 2012 TZ13              | 14 d'octubre de 2001   | Socorro              | LINEAR               |
| 389895 | 2012 TB14              | 1 de març de 2008      | Kitt Peak            | Spacewatch           |
| 389896 | 2012 TW17              | 20 de febrer de 2009   | Kitt Peak            | Spacewatch           |
| 389897 | 2012 TD23              | 29 d'abril de 2008     | Kitt Peak            | Spacewatch           |
| 389898 | 2012 TM27              | 27 d'octubre de 2005   | Kitt Peak            | Spacewatch           |
| 389899 | 2012 TP27              | 13 d'abril de 2004     | Kitt Peak            | Spacewatch           |
| 389900 | 2012 TX27              | 13 d'abril de 2001     | Kitt Peak            | Spacewatch           |

## 389901-390000
| Nom    | Designació provisional | Data de descobriment   | Lloc de descobriment | Descobridor/s     |
| ------ | ---------------------- | ---------------------- | -------------------- | ----------------- |
| 389901 | 2012 TP32              | 9 de novembre de 2007  | Mount Lemmon         | Mt. Lemmon Survey |
| 389902 | 2012 TA37              | 2 de novembre de 2007  | Mount Lemmon         | Mt. Lemmon Survey |
| 389903 | 2012 TE38              | 7 d'agost de 2008      | Kitt Peak            | Spacewatch        |
| 389904 | 2012 TH40              | 14 de novembre de 2006 | Mount Lemmon         | Mt. Lemmon Survey |
| 389905 | 2012 TC42              | 22 de desembre de 2008 | Mount Lemmon         | Mt. Lemmon Survey |
| 389906 | 2012 TL54              | 13 de desembre de 2004 | Kitt Peak            | Spacewatch        |
| 389907 | 2012 TY54              | 21 d'octubre de 2008   | Kitt Peak            | Spacewatch        |
| 389908 | 2012 TO56              | 27 d'agost de 2006     | Kitt Peak            | Spacewatch        |
| 389909 | 2012 TZ56              | 8 de març de 2009      | Mount Lemmon         | Mt. Lemmon Survey |
| 389910 | 2012 TP57              | 25 de novembre de 2005 | Mount Lemmon         | Mt. Lemmon Survey |
| 389911 | 2012 TP58              | 10 de març de 2011     | Kitt Peak            | Spacewatch        |
| 389912 | 2012 TY65              | 6 d'octubre de 1999    | Socorro              | LINEAR            |
| 389913 | 2012 TX69              | 31 de juliol de 2008   | Mount Lemmon         | Mt. Lemmon Survey |
| 389914 | 2012 TH74              | 20 de novembre de 2001 | Socorro              | LINEAR            |
| 389915 | 2012 TG87              | 23 de març de 2003     | Kitt Peak            | Spacewatch        |
| 389916 | 2012 TC88              | 23 d'octubre de 2003   | Kitt Peak            | Spacewatch        |
| 389917 | 2012 TH91              | 21 de novembre de 2009 | Mount Lemmon         | Mt. Lemmon Survey |
| 389918 | 2012 TG93              | 23 de gener de 2006    | Kitt Peak            | Spacewatch        |
| 389919 | 2012 TO97              | 18 de setembre de 2003 | Kitt Peak            | Spacewatch        |
| 389920 | 2012 TT99              | 7 d'octubre de 1996    | Kitt Peak            | Spacewatch        |
| 389921 | 2012 TN102             | 26 de desembre de 2005 | Kitt Peak            | Spacewatch        |
| 389922 | 2012 TO102             | 5 d'abril de 2010      | Kitt Peak            | Spacewatch        |
| 389923 | 2012 TX104             | 21 d'agost de 2006     | Kitt Peak            | Spacewatch        |
| 389924 | 2012 TT109             | 31 de gener de 2009    | Kitt Peak            | Spacewatch        |
| 389925 | 2012 TU118             | 20 de març de 2007     | Anderson Mesa        | LONEOS            |
| 389926 | 2012 TJ125             | 1 de gener de 2009     | Kitt Peak            | Spacewatch        |
| 389927 | 2012 TD126             | 11 de desembre de 2004 | Catalina             | CSS               |
| 389928 | 2012 TH129             | 18 de desembre de 1999 | Kitt Peak            | Spacewatch        |
| 389929 | 2012 TM129             | 21 d'octubre de 2008   | Kitt Peak            | Spacewatch        |
| 389930 | 2012 TS130             | 27 d'octubre de 2008   | Mount Lemmon         | Mt. Lemmon Survey |
| 389931 | 2012 TB131             | 14 de desembre de 2001 | Socorro              | LINEAR            |
| 389932 | 2012 TO131             | 1 d'octubre de 1998    | Kitt Peak            | Spacewatch        |
| 389933 | 2012 TR131             | 8 d'octubre de 2012    | Kitt Peak            | Spacewatch        |
| 389934 | 2012 TA133             | 21 de setembre de 2003 | Kitt Peak            | Spacewatch        |
| 389935 | 2012 TX133             | 12 de març de 2010     | Catalina             | CSS               |
| 389936 | 2012 TT134             | 18 de novembre de 2008 | Kitt Peak            | Spacewatch        |
| 389937 | 2012 TG136             | 23 d'octubre de 1995   | Kitt Peak            | Spacewatch        |
| 389938 | 2012 TC138             | 15 d'octubre de 1995   | Kitt Peak            | Spacewatch        |
| 389939 | 2012 TB145             | 25 d'abril de 2004     | Kitt Peak            | Spacewatch        |
| 389940 | 2012 TP149             | 28 de desembre de 2005 | Kitt Peak            | Spacewatch        |
| 389941 | 2012 TJ150             | 16 de setembre de 2006 | Kitt Peak            | Spacewatch        |
| 389942 | 2012 TF151             | 17 de desembre de 2003 | Kitt Peak            | Spacewatch        |
| 389943 | 2012 TC154             | 29 d'octubre de 2008   | Mount Lemmon         | Mt. Lemmon Survey |
| 389944 | 2012 TV157             | 23 de maig de 2006     | Kitt Peak            | Spacewatch        |
| 389945 | 2012 TR161             | 7 de setembre de 2008  | Mount Lemmon         | Mt. Lemmon Survey |
| 389946 | 2012 TM163             | 23 de març de 2006     | Kitt Peak            | Spacewatch        |
| 389947 | 2012 TY163             | 22 d'octubre de 2008   | Kitt Peak            | Spacewatch        |
| 389948 | 2012 TQ166             | 28 de setembre de 2003 | Kitt Peak            | Spacewatch        |
| 389949 | 2012 TA167             | 2 d'octubre de 1997    | Caussols             | ODAS              |
| 389950 | 2012 TH168             | 8 d'abril de 2010      | Kitt Peak            | Spacewatch        |
| 389951 | 2012 TM168             | 31 de desembre de 2008 | Mount Lemmon         | Mt. Lemmon Survey |
| 389952 | 2012 TV168             | 21 de setembre de 2001 | Socorro              | LINEAR            |
| 389953 | 2012 TX168             | 26 de gener de 2007    | Kitt Peak            | Spacewatch        |
| 389954 | 2012 TW169             | 24 de novembre de 2008 | Mount Lemmon         | Mt. Lemmon Survey |
| 389955 | 2012 TR178             | 19 d'octubre de 2003   | Kitt Peak            | Spacewatch        |
| 389956 | 2012 TD187             | 1 d'octubre de 2005    | Kitt Peak            | Spacewatch        |
| 389957 | 2012 TN188             | 25 d'octubre de 2008   | Catalina             | CSS               |
| 389958 | 2012 TD189             | 21 de novembre de 2005 | Kitt Peak            | Spacewatch        |
| 389959 | 2012 TV189             | 5 de desembre de 2007  | Kitt Peak            | Spacewatch        |
| 389960 | 2012 TS190             | 28 de març de 2011     | Kitt Peak            | Spacewatch        |
| 389961 | 2012 TU190             | 25 de març de 2003     | Anderson Mesa        | LONEOS            |
| 389962 | 2012 TS196             | 3 d'octubre de 1999    | Socorro              | LINEAR            |
| 389963 | 2012 TP199             | 12 d'octubre de 2007   | Mount Lemmon         | Mt. Lemmon Survey |
| 389964 | 2012 TG200             | 28 de febrer de 2009   | Kitt Peak            | Spacewatch        |
| 389965 | 2012 TN200             | 1 d'octubre de 2003    | Kitt Peak            | Spacewatch        |
| 389966 | 2012 TZ200             | 28 de desembre de 2005 | Catalina             | CSS               |
| 389967 | 2012 TQ213             | 11 de setembre de 2004 | Kitt Peak            | Spacewatch        |
| 389968 | 2012 TY213             | 7 de setembre de 2008  | Mount Lemmon         | Mt. Lemmon Survey |
| 389969 | 2012 TJ214             | 24 de març de 2006     | Mount Lemmon         | Mt. Lemmon Survey |
| 389970 | 2012 TU218             | 19 de novembre de 2007 | Kitt Peak            | Spacewatch        |
| 389971 | 2012 TF223             | 29 d'agost de 2006     | Kitt Peak            | Spacewatch        |
| 389972 | 2012 TF224             | 26 de març de 2008     | Mount Lemmon         | Mt. Lemmon Survey |
| 389973 | 2012 TN224             | 6 de setembre de 2008  | Mount Lemmon         | Mt. Lemmon Survey |
| 389974 | 2012 TO227             | 7 de setembre de 2008  | Mount Lemmon         | Mt. Lemmon Survey |
| 389975 | 2012 TW234             | 5 de desembre de 2002  | Kitt Peak            | Spacewatch        |
| 389976 | 2012 TP235             | 8 de maig de 2005      | Mount Lemmon         | Mt. Lemmon Survey |
| 389977 | 2012 TP237             | 27 de setembre de 2008 | Mount Lemmon         | Mt. Lemmon Survey |
| 389978 | 2012 TD238             | 9 de febrer de 2007    | Kitt Peak            | Spacewatch        |
| 389979 | 2012 TL252             | 2 de desembre de 2005  | Kitt Peak            | Spacewatch        |
| 389980 | 2012 TQ254             | 17 de setembre de 2006 | Kitt Peak            | Spacewatch        |
| 389981 | 2012 TB255             | 20 de setembre de 2003 | Campo Imperatore     | CINEOS            |
| 389982 | 2012 TL255             | 26 de setembre de 2006 | Catalina             | CSS               |
| 389983 | 2012 TF256             | 2 d'octubre de 2003    | Kitt Peak            | Spacewatch        |
| 389984 | 2012 TM267             | 24 de novembre de 2003 | Kitt Peak            | Spacewatch        |
| 389985 | 2012 TF270             | 11 de març de 2011     | Kitt Peak            | Spacewatch        |
| 389986 | 2012 TT281             | 12 de desembre de 2004 | Kitt Peak            | Spacewatch        |
| 389987 | 2012 TB287             | 2 de novembre de 2005  | Mount Lemmon         | Mt. Lemmon Survey |
| 389988 | 2012 TV289             | 6 d'octubre de 1999    | Socorro              | LINEAR            |
| 389989 | 2012 TZ289             | 6 d'abril de 2005      | Mount Lemmon         | Mt. Lemmon Survey |
| 389990 | 2012 TF290             | 1 d'octubre de 1999    | Catalina             | CSS               |
| 389991 | 2012 TP290             | 7 de novembre de 2007  | Kitt Peak            | Spacewatch        |
| 389992 | 2012 TA291             | 27 de febrer de 2006   | Kitt Peak            | Spacewatch        |
| 389993 | 2012 TP291             | 21 d'abril de 2009     | Mount Lemmon         | Mt. Lemmon Survey |
| 389994 | 2012 TC295             | 21 de setembre de 2003 | Kitt Peak            | Spacewatch        |
| 389995 | 2012 TF296             | 24 de gener de 1996    | Kitt Peak            | Spacewatch        |
| 389996 | 2012 TO296             | 21 de març de 2001     | Kitt Peak            | Spacewatch        |
| 389997 | 2012 TT296             | 24 d'agost de 2007     | Kitt Peak            | Spacewatch        |
| 389998 | 2012 TV297             | 19 d'abril de 2006     | Mount Lemmon         | Mt. Lemmon Survey |
| 389999 | 2012 TP299             | 19 de setembre de 2001 | Socorro              | LINEAR            |
| 390000 | 2012 TB300             | 13 de setembre de 2007 | Mount Lemmon         | Mt. Lemmon Survey |